# Rococo
 (février 2020).

Bibliothèque de l'abbaye de Saint-Gall, Suisse, reconstruite entre 1758 et 1767.

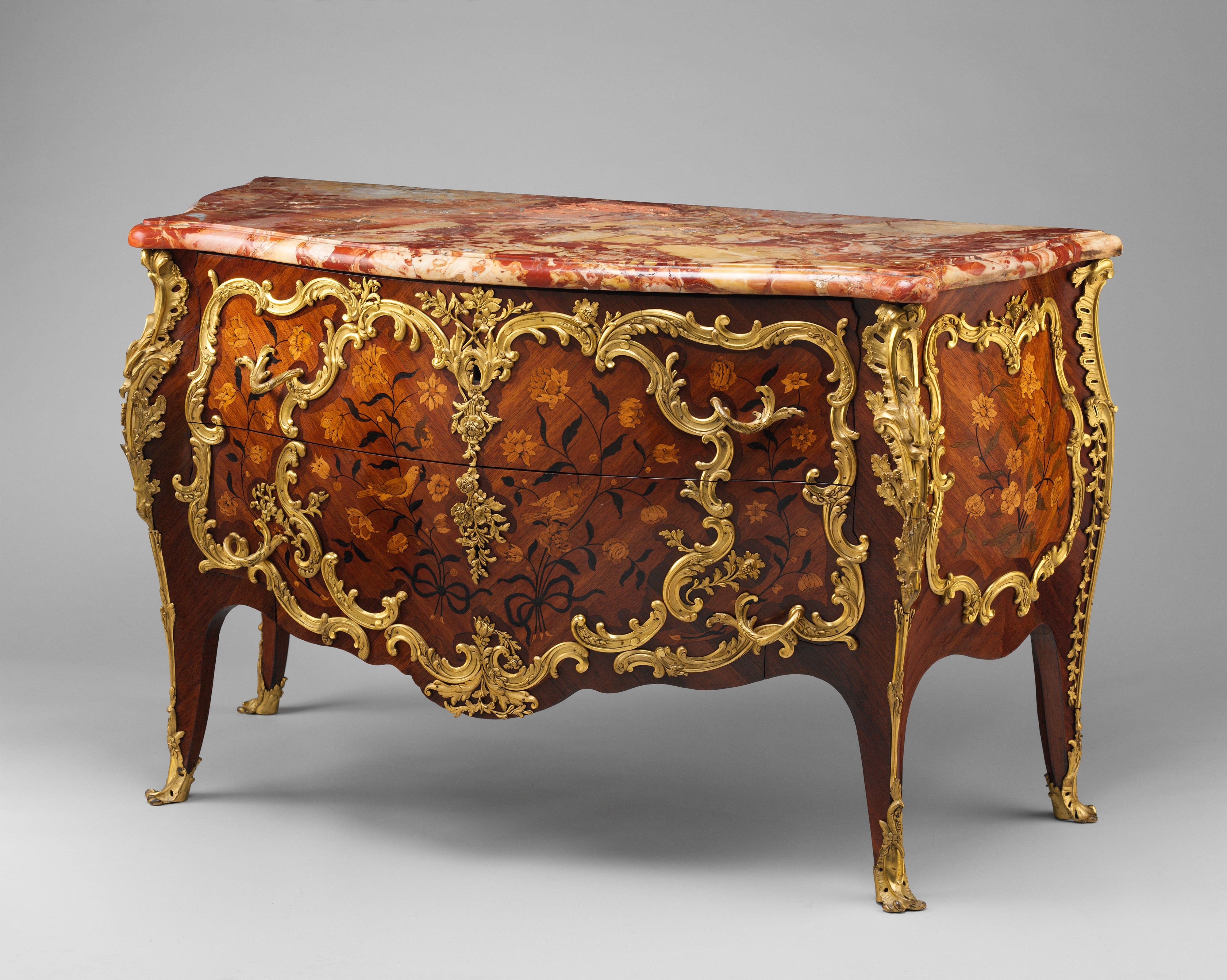
Commode de style rocaille de Denis Genty, vers 1760.

Le rococo, ou style rocaille en France, est un mouvement artistique européen du XVIIIe siècle touchant l’architecture, les arts décoratifs, la peinture et la sculpture. Il se développe de 1715 à 1780 en France et ensuite dans le Saint-Empire romain germanique, puis en Europe du Sud (Savoie, Italie, Espagne, Portugal), à la suite du mouvement baroque.

## L’origine du terme «rococo»
Selon Delécluze, le terme « rococo » fut inventé, vers 1797, en dérision par Pierre-Maurice Quay, élève de Jacques-Louis David, maître à penser du mouvement des Barbus et chantre d’un néo-classicisme poussé à l’extrême. Il résulterait d’une association du mot français rocaille, qui désigne une ornementation imitant les rochers et les pierres naturelles et la forme incurvée de certains coquillages, et du mot portugais barroco : « baroque ». Le terme rococo conserve longtemps un caractère péjoratif avant d’être accepté par les historiens de l'art vers le milieu du XIXe siècle et d'être considéré comme un mouvement artistique européen à part entière, quoique l'on préfère parler de style rocaille pour ce qui concerne la France.

## Historique du mouvement rococo
Le style rococo s'est propagé en Europe durant une grande partie du XVIIIe siècle.
Le mot « rococo » ne doit pas être utilisé dans le contexte de l'évolution des styles français en matière d'arts décoratifs. Tout au plus on le rattache au style rocaille, bien que les deux styles ne recouvrent pas tout à fait la même notion, le style rococo est vu comme une évolution du rocaille hors de France qui se différencie par une certaine forme d'abondance sur des surfaces lisses avec des respirations sous forme de vide ornemental. En France le style rocaille s'exprime presque exclusivement dans les arts décoratifs au détriment de l'architecture. 
Il apparaît en France sous la Régence et culmine sous le règne de Louis XV, vers 1745, où il supplante le style Louis XIV, jugé alors trop solennel et formel, voire lourd, qui a marqué le règne précédent. Le rocaille est un sous-style du Louis XV, issu du style Régence et suivi par le rocaille symétrisé (à partir de 1745). Sa durée de vie est courte. Le rocaille symétrisé classicisant (vers 1755) en est une ultime évolution aux côtés du Goût grec qui est la première manifestation du néoclassicisme qui s'oppose au style rocaille puis le remplace. Le rococo, pour sa part sera encore très présent en Italie, ou dans la sphère germanique dans les années 1780. 

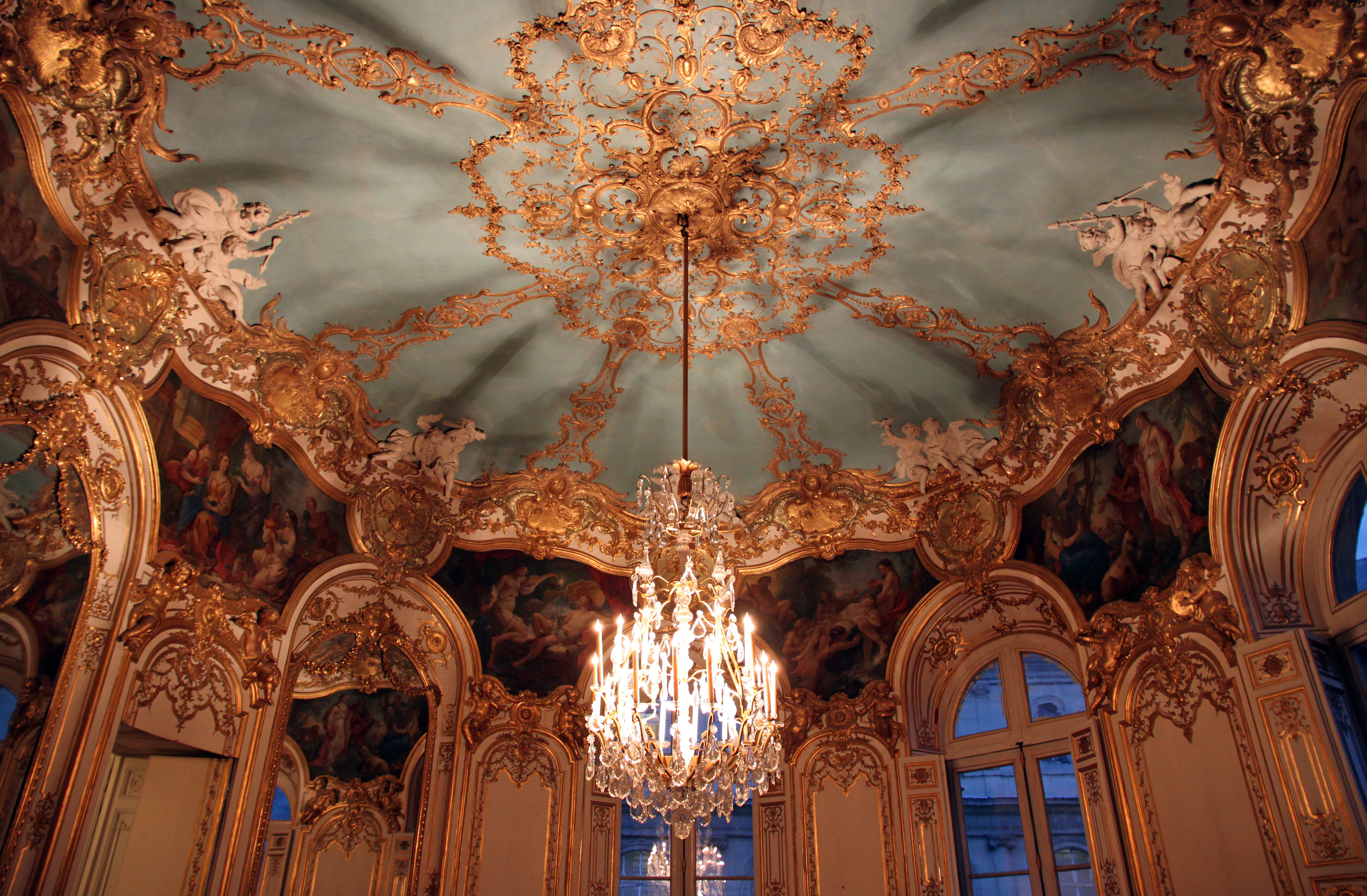
Le salon de la princesse, Hôtel de Soubise, Paris.
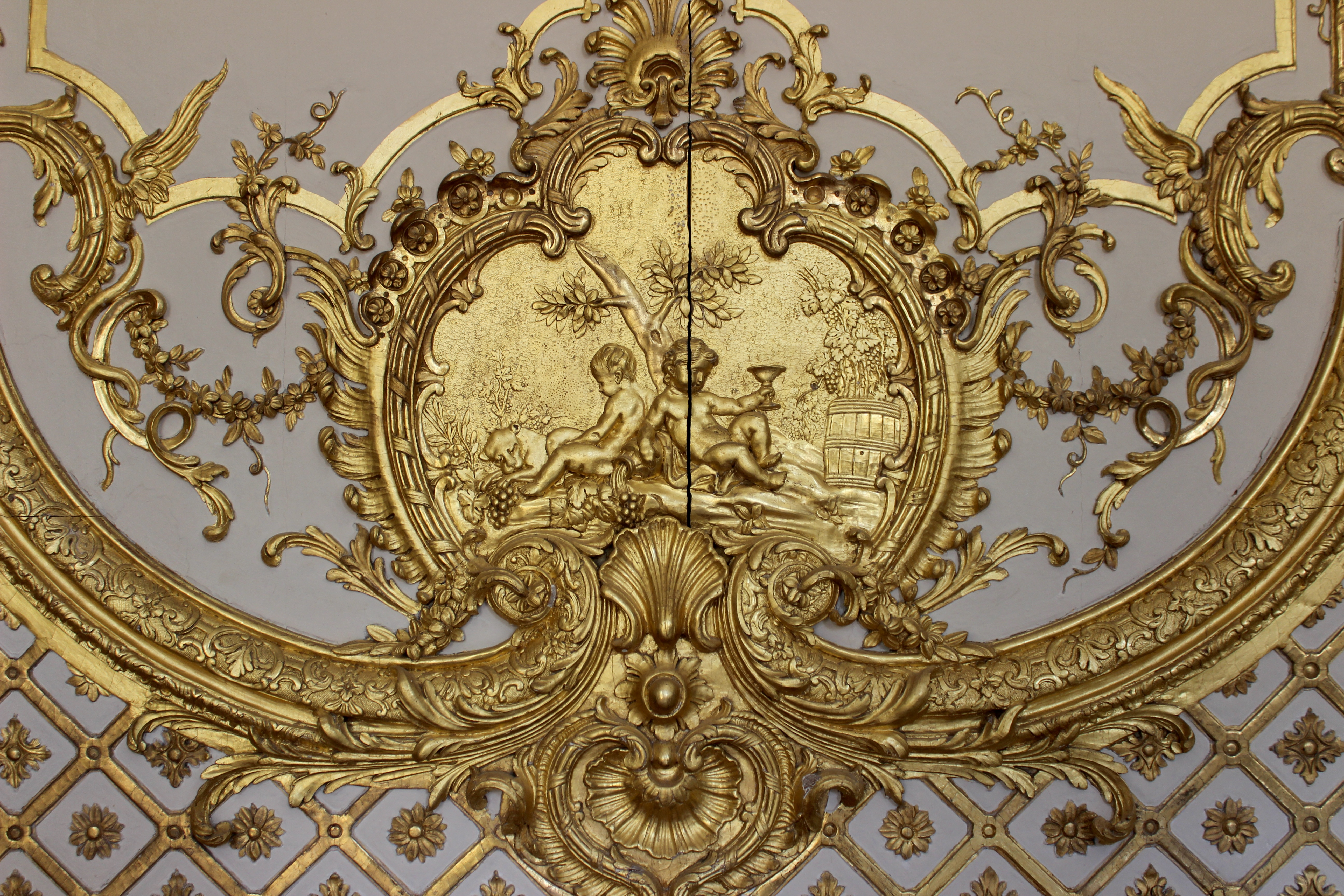
Détail de lambris du cabinet de la pendule, petit appartement du roi du château de Versailles.
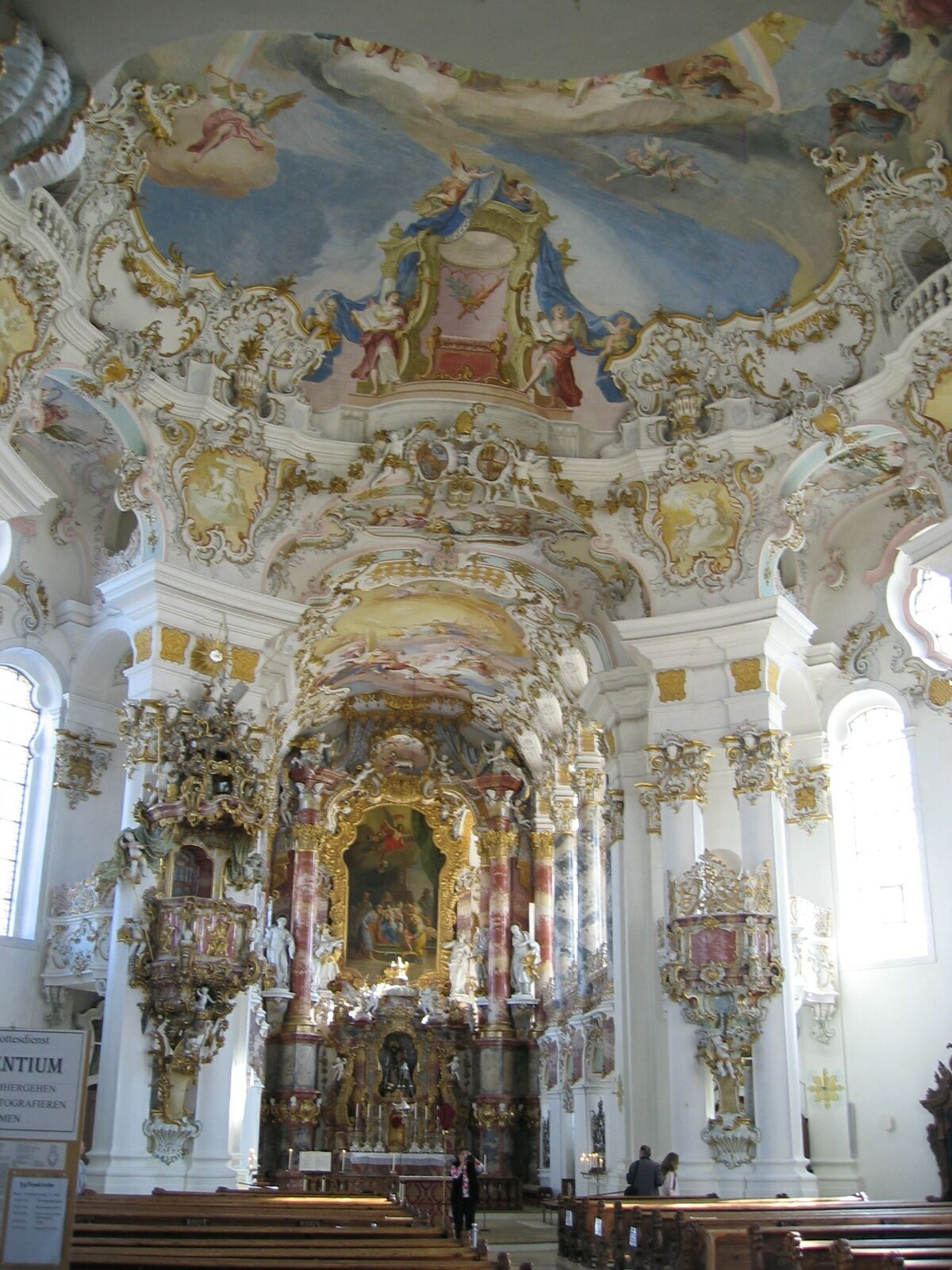
Église de Wies (Allemagne).
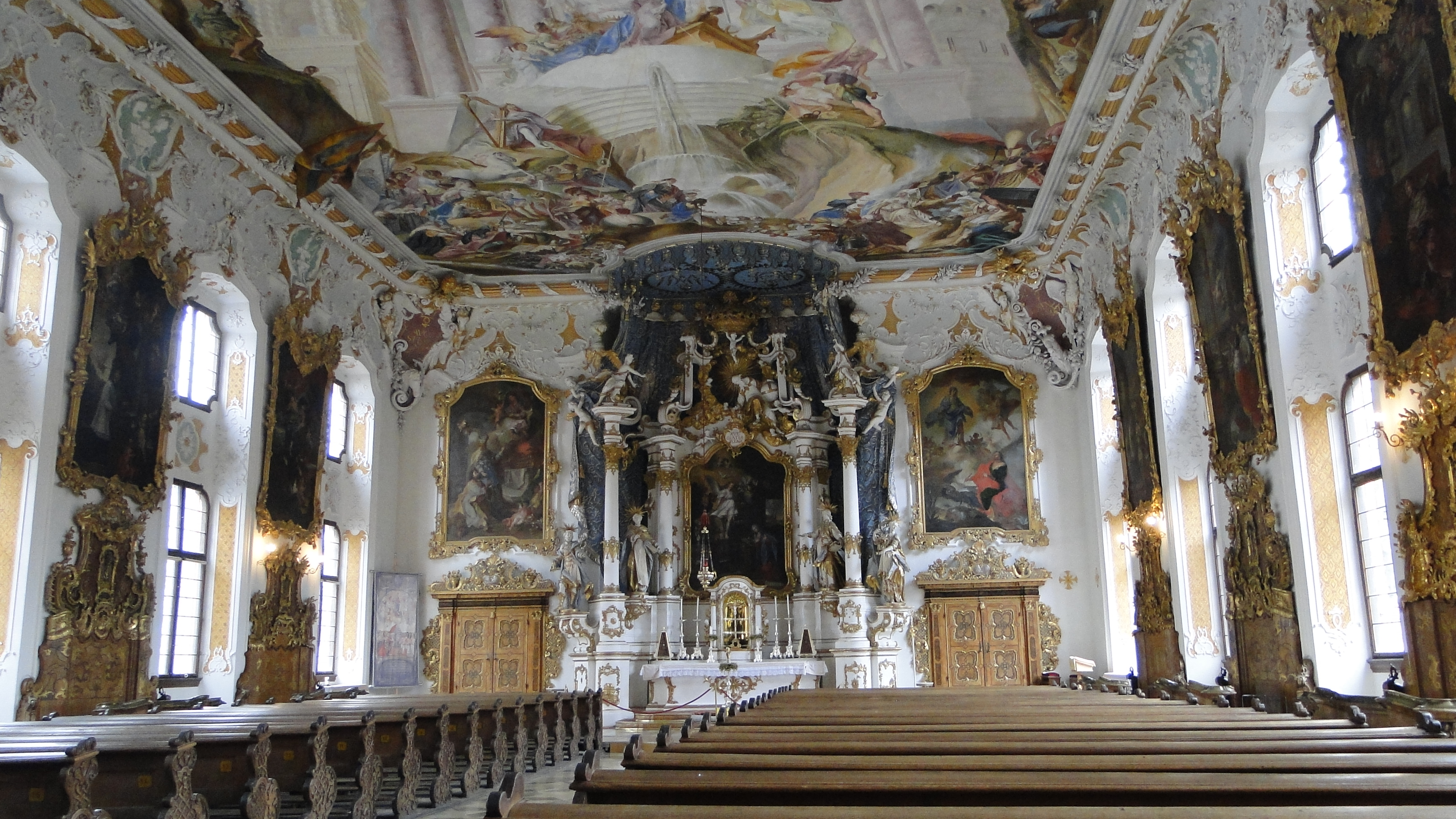
Église à Ingolstadt (Allemagne).
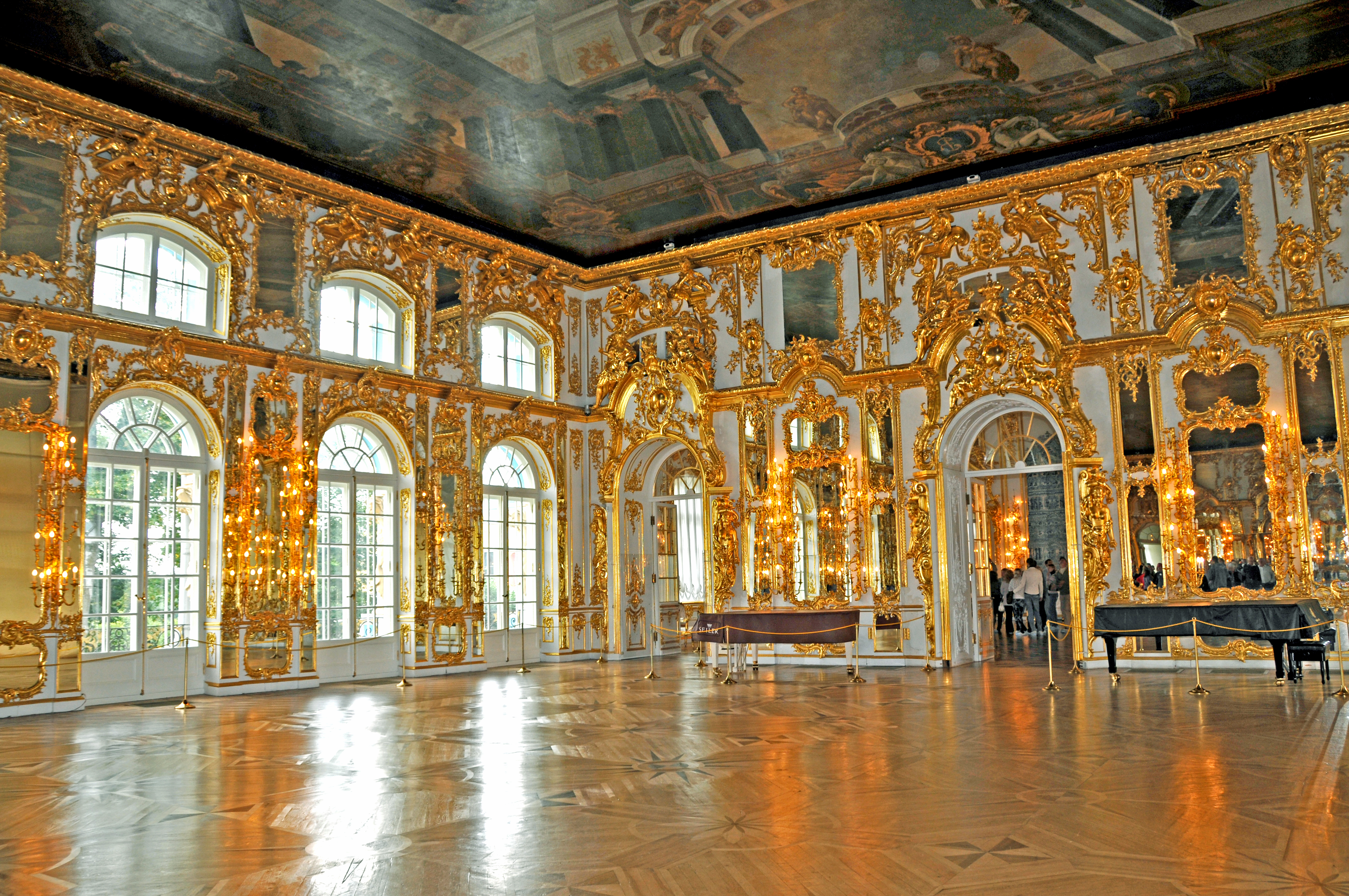
La salle de bal du Palais de Catherine à Tsarskoïe Selo. Le style rococo se répand dans toute l'Europe, jusqu'en Russie où il prend une grande importance.
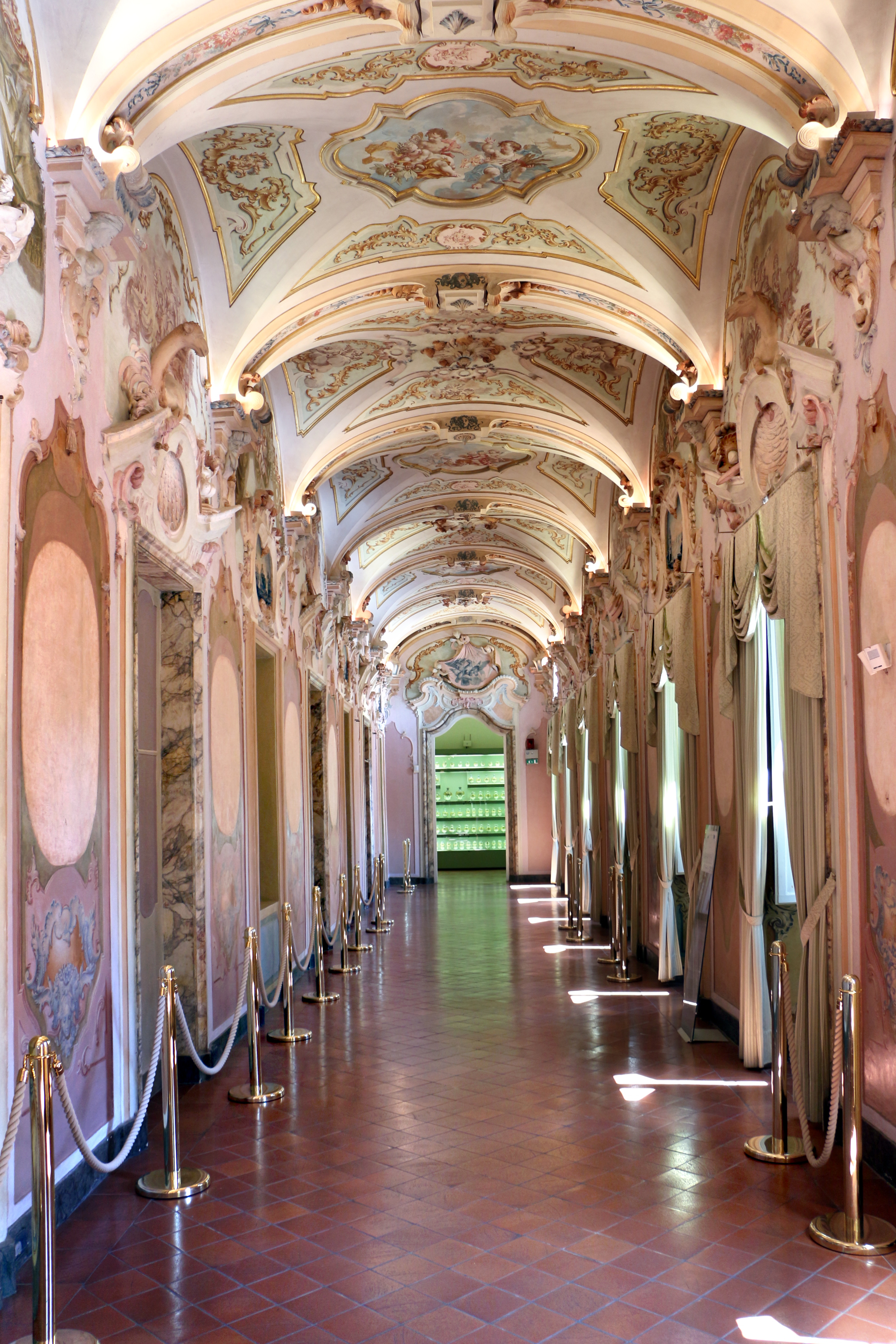
Galerie des stucs du Palais Pianetti de Jesi.

Ce style rocaille est inventé par des ornemanistes et architectes décorateurs tels que Gilles-Marie Oppenord, Juste-Aurèle Meissonnier et Nicolas Pineau. Son succès peut s'expliquer par le contexte politique. Sous la Régence, la cour quitte Versailles pour Paris et se libère de la discipline et de l'étiquette contraignante imposée par Louis XIV. Elle aspire à une vie plus légère, à plus de liberté, et le style rococo, qui semble en parfaite adéquation avec cette frivolité, connaît une diffusion immédiate dans la peinture, la sculpture et le mobilier. Les artistes les plus représentatifs pour cette période sont François Lemoyne, Antoine Watteau, François Boucher ou Nicolas-Quinibert Foliot. Le rococo continue de s'inspirer du baroque par son goût pour les formes et les dessins complexes. Mais il commence à se différencier en intégrant des caractéristiques différentes comme des formes orientales et des compositions asymétriques.
Avec la montée en popularité du théâtre populaire de rue à Paris, influencé par la commedia dell'arte, la bourgeoisie parisienne du cercle de Pierre Crozat collectionne les fêtes galantes que les peintres ont souhaité représenter. Ce qui contribue à l'émergence de la peinture rocaille, qui se décline en différentes catégories, suivant les choix des artistes. Certains s'appuient sur la mythologie, combinée à la nature, d'autres représentent davantage la réalité des passions amoureuses.
Le style rococo est adopté par les catholiques d’Allemagne, de Hongrie et de Bohême. Il en résulte un mélange avec la tradition baroque allemande : le Rokokozeit (ou Spätbarock, baroque tardif) suit le Barockzeit. Le rococo allemand se manifeste avec enthousiasme dans les églises et les palais, particulièrement au sud. Son expansion est à mettre en parallèle avec la volonté de Frédéric II de Prusse de construire le royaume prussien. Ce style s'appelle le rococo frédéricien. Les architectes habillent souvent leurs intérieurs de nuages de stuc blanc.

En Italie, le style des derniers artistes baroques, barocco, tels que Borromini et Guarini, donne la tonalité pour le rococo à Turin, Venise, Naples et en Sicile, tandis que les arts en Toscane et à Rome sont plus rattachés au style baroque.
L'Angleterre bien que sensible aux grands courants européens, cultive une certaine indépendance et s'invente, au XVIIIe siècle, des décors qui lui sont propres. Thomas Chippendale publie en 1754 les planches d'un répertoire de modèles décoratifs The Gentleman's and Cabinet Maker's Director, qui fait référence en prolongeant les effets du rococo, additionné d'éléments exotiques. On y trouve les thèmes de l'Extrême-Orient, mêlés à ceux du gothique. Les sinuosités végétales épousent les motifs de coquilles brisées, les bulbes hindous le disputent aux frontons en forme de pagodes. William Hogarth participa lui aussi au développement d'une base théorique pour atteindre les standards de beauté rococo. Bien qu'il n’ait pas l'intention d'appartenir au mouvement, il développa dans Analysis of beauty (1753) que les lignes ondulées et les courbes en S, existantes de manière prééminente dans le rococo, étaient la base de la beauté dans l'art et la nature. En 1758, soit quatre ans après la parution de l'ouvrage de Chippendale, le jeune architecte Robert Adam rentre d'Italie. Inspiré par les ruines impériales, il sera l'apôtre en Grande-Bretagne du néoclassicisme. Ces deux courants divergents vont s'opposer, du moins en apparence, puisqu'en fait ils cohabitent jusqu'en 1850.
Le commencement de la fin de la période rococo peut être daté à partir du début des années 1760. Des personnalités comme Voltaire ou Jean-François Blondel critiquèrent ce style en le qualifiant de dégénéré et de superficiel. Jean-François Blondel déclare, à ce sujet, qu'il trouve « ridicule le pêle-mêle des coquillages, dragons, roseaux, palmiers et autres plantes » dans les intérieurs de cette époque. En 1785, le rococo est passé de mode en France. Il est remplacé par le sérieux et ordonné style néo-classique, personnifié par des artistes tels que Jacques-Louis David. En Allemagne, à la fin du XVIIIe siècle, le rococo est qualifié comme Zopf und Perücke (queue de rat et perruque) laissant au passage l'intitulé de cette période comme Zopfstil. Le rococo resta cependant populaire en Allemagne et en Italie jusqu'à la deuxième phase du néoclassicisme : le style Empire et l'arrivée du gouvernement napoléonien. Le style rococo connut un regain d'intérêt entre 1820 et 1870.

### Nuance du baroque ou style autonome?
Pour Heinrich Wölfflin, c’est une nuance du baroque, mais pour Hans Sedlmayr et H. R. Hitchcock puis Philippe Minguet, le rococo est une catégorie de style autonome. Le rococo serait autant distinct du baroque qui le précède, que du néoclassicisme qui le suit.

## Meubles et objets décoratifs rococo
Ce style se caractérise par :

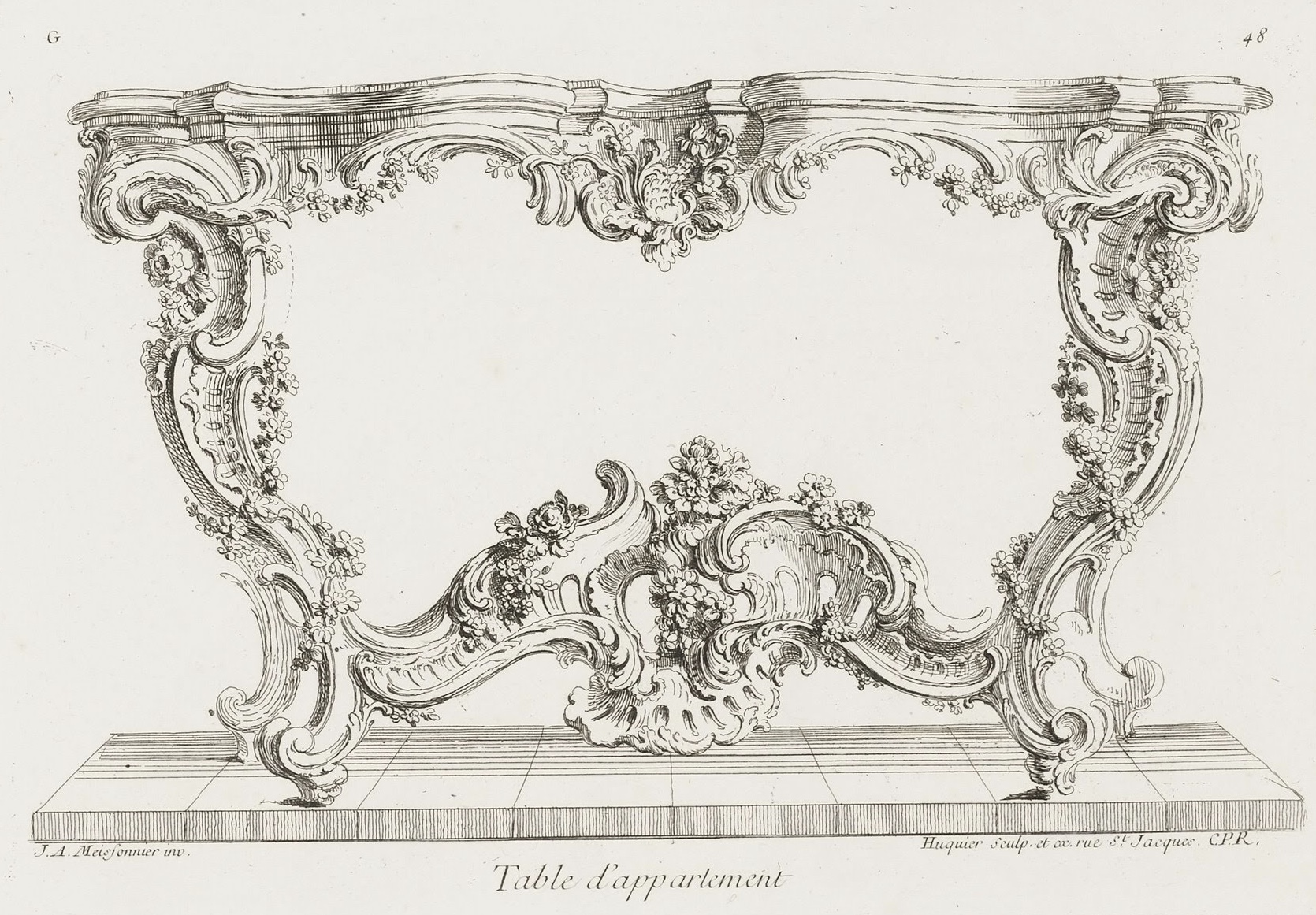
Dessin pour une table par Juste-Aurèle Meissonnier, Paris,.

- La fantaisie des lignes courbes et asymétriques rappelant les volutes des coquillages ou bien les feuillages,
- L'utilisation de teintes claires (blanc, ivoire, or),
- Des motifs mêlant fleurs, feuilles, fruits, rubans, etc.
- L'insertion de peintures et de miroirs.

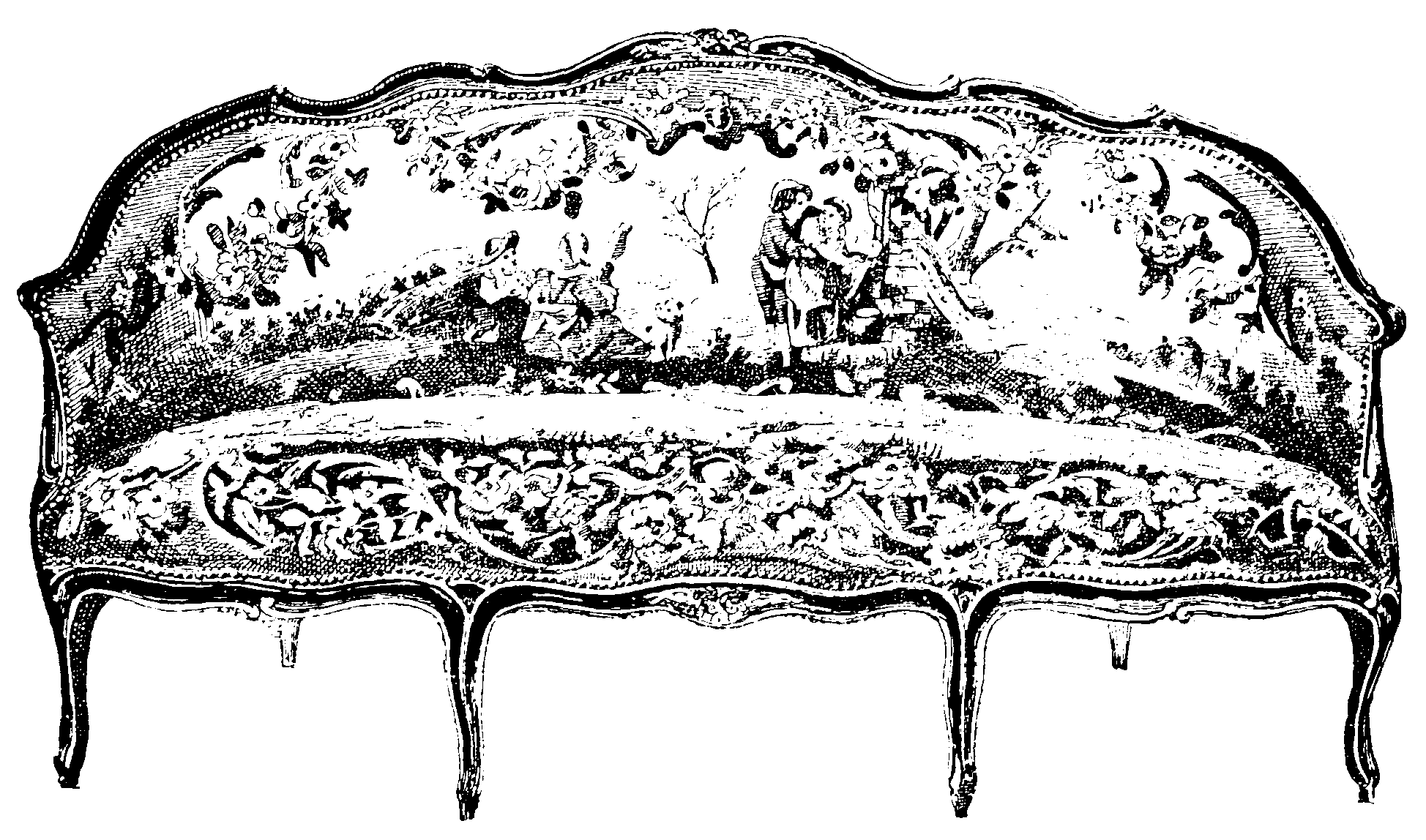
Canapé.

Les thèmes légers et sur la joie de vivre, les conceptions complexes et détaillées du rococo sont en totale opposition à l'architecture et la sculpture imposante et massive du baroque. Le style rococo répond avant tout à un important besoin de renouveau : après le goût du faste et de la solennité qui a marqué le long règne de Louis XIV, il répond à une aspiration à la légèreté, au confort et à la frivolité.
En France, le rococo s’exprime de manière éclatante dans la décoration intérieure à travers la ferronnerie, les figures de porcelaine, les petits objets décoratifs sans utilité et les meubles. La décoration d'intérieur rococo est le symbole de bon goût et de la mode pour toute la noblesse et la bourgeoisie de l'époque.
Le style rocaille est caractérisé par son asymétrie, ce qui est novateur et en rupture avec le style européen de l'époque. Cette façon de créer un effet avec des éléments non équilibrés est appelé « contraste ».
Le style rocaille, dans la conception de ses meubles, se caractérise par sa flamboyance aussi bien au niveau de la conception qu'au niveau visuel. Les meubles ne doivent plus seulement symboliser un statut social, mais ils doivent être confortables et polyvalents. Les meubles, pour être facilement déplacés, voient leurs formes évoluer vers une spécialisation pour chaque usage. On voit apparaître des fauteuils « voyeuse » et des « bergère » de forme gondolée. Les fauteuils évoluent vers plus de confort, avec un allongement des accoudoirs et du dossier appelé « Dossier Droit » dit « à la reine » et un coussin d'assise amovible.

## Peinture rococo

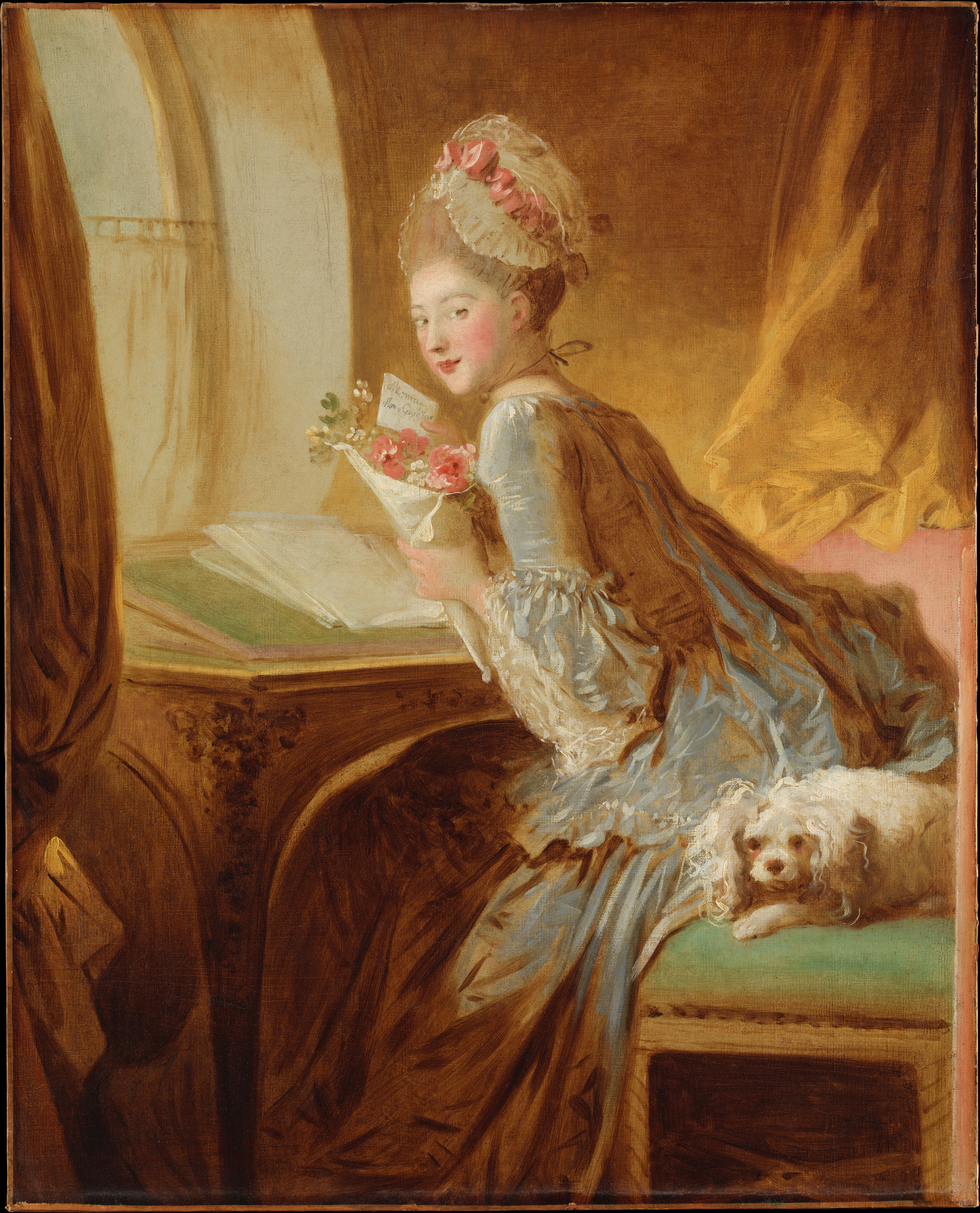
Jean-Honoré Fragonard, La Lettre d'amour.

Les peintures sont caractérisées par de nombreuses couleurs pastel et des formes incurvées. Les peintres décorent leurs tableaux d'anges chérubins et de tous les symboles de l'amour. Le portrait est aussi un style très en vogue. Certaines peintures représentent des scènes coquines et lestes pour l'époque. Ceci est en rupture avec le style baroque et ses travaux dans les églises. Le but de ce mouvement est de faire oublier la réalité, qui est le déclin d'une gloire passée, grâce à des représentations de scènes légères, de gaietés, de joie de vivre… Les peintures évoquent souvent des scènes pastorales et des promenades de couples aristocratiques.
Jean-Antoine Watteau (1684–1721) est considéré comme le premier grand peintre rococo. Il a eu une influence sur ses contemporains : François Boucher (1703–1770) et Jean-Honoré Fragonard (1732–1806), deux maîtres de la fin de la tendance rococo en France.
Dans le domaine de la peinture décorative, le peintre vénitien Giovanni Battista Tiepolo représente ce courant en Italie, en Allemagne (la Résidence de Wurtzbourg) et en Espagne.

### Les principaux représentants

#### Saint-Empire Romain Germanique
- François de Cuvilliés, architecte et décorateur

#### France
- François Boucher
- Jean-Honoré Fragonard
- François Lemoyne
- Antoine Pesne
- Jean Pillement
- Nicolas Pineau (architecte décorateur)
- Jean-François de Troy
- Anne Vallayer-Coster
- Antoine Watteau
- Élisabeth Vigée Le Brun

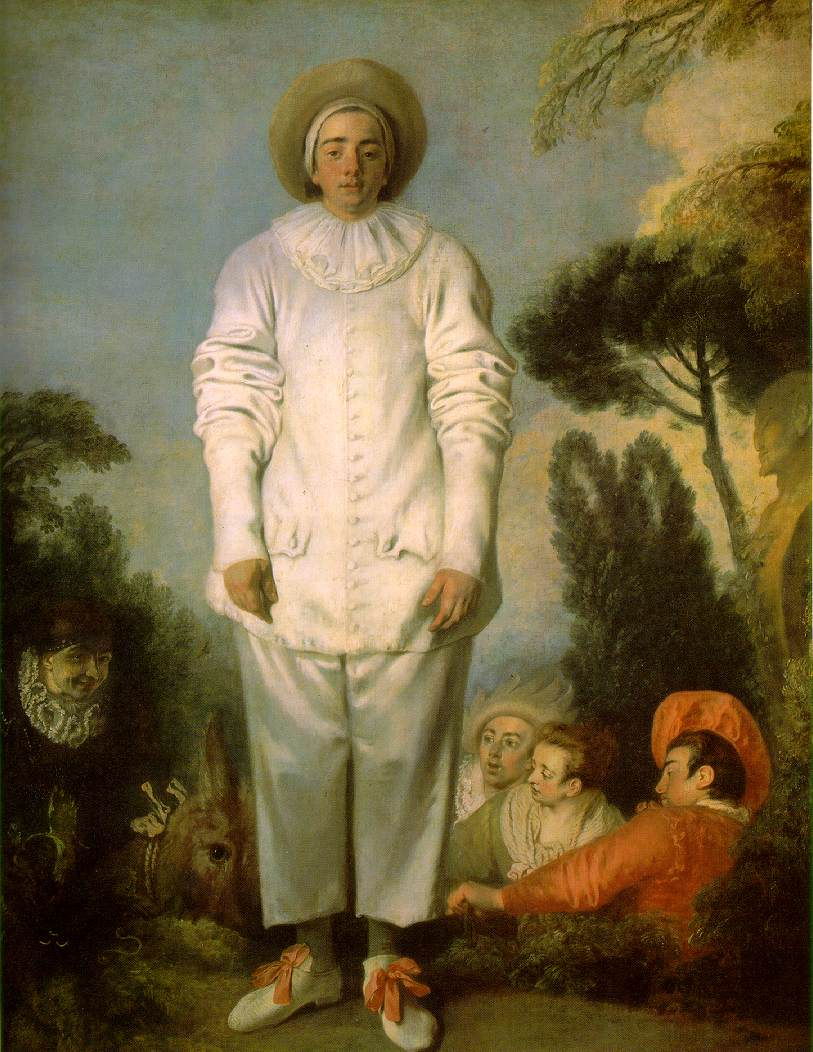
Antoine Watteau, Pierrot, 1717–1719, Musée du Louvre, Paris.
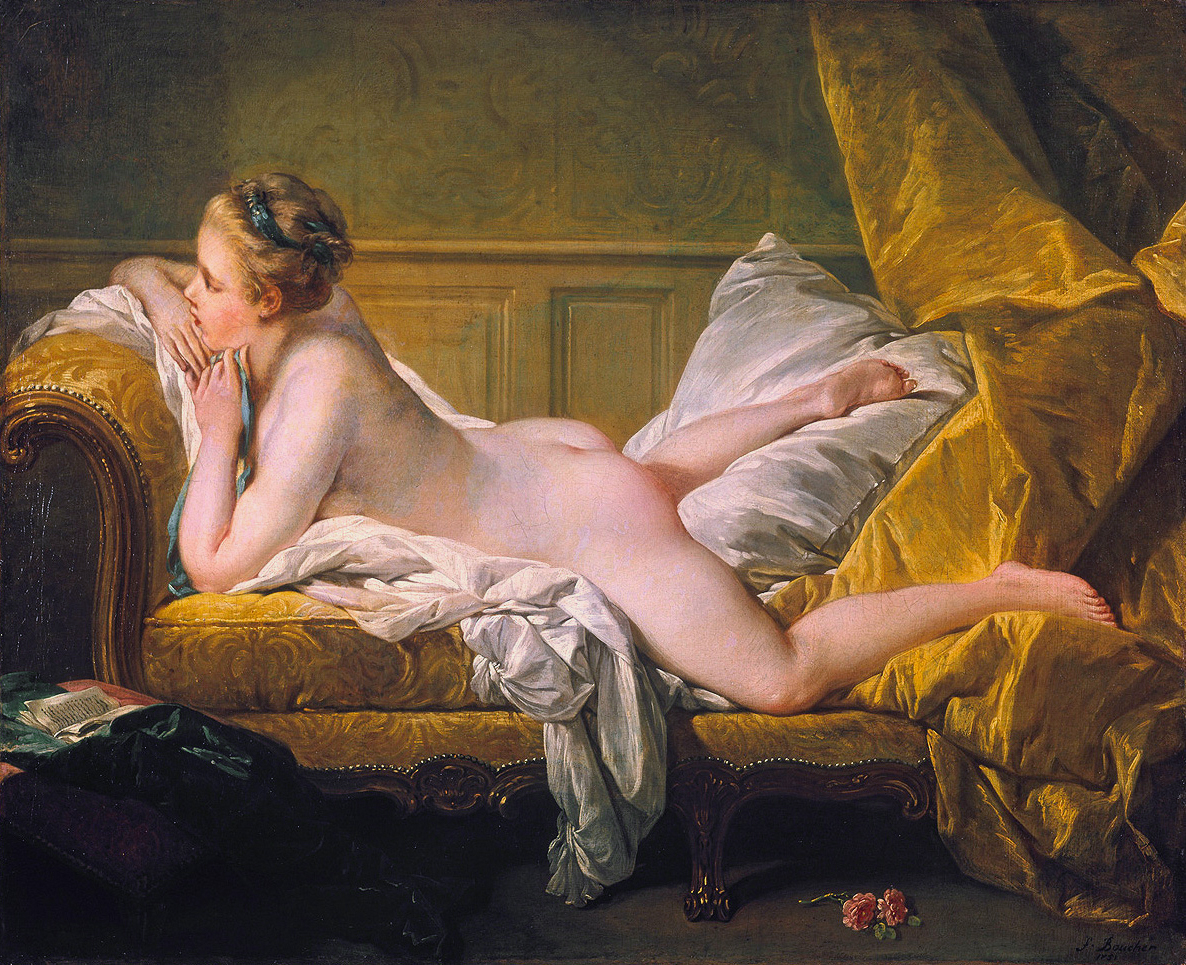
François Boucher, Marie-Louise O'Murphy (1737–1818) maîtresse de Louis XV, 1752, Wallraf-Richartz Museum, Cologne.
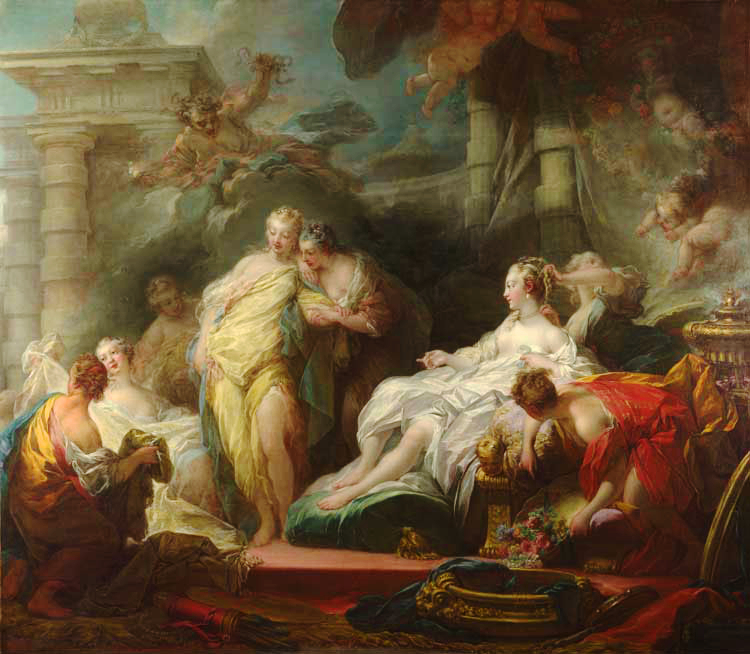
Jean-Honoré Fragonard, Psyché montrant à ses sœurs les présents de l'amour, 1753, National Gallery, Londres.
Maurice Quentin de La Tour, Portrait en pied de la marquise de Pompadour (1748–1755), Pastel sur papier bleu, rehauts de gouache, le visage rapporté sur un empiècement. Musée du Louvre, Paris.
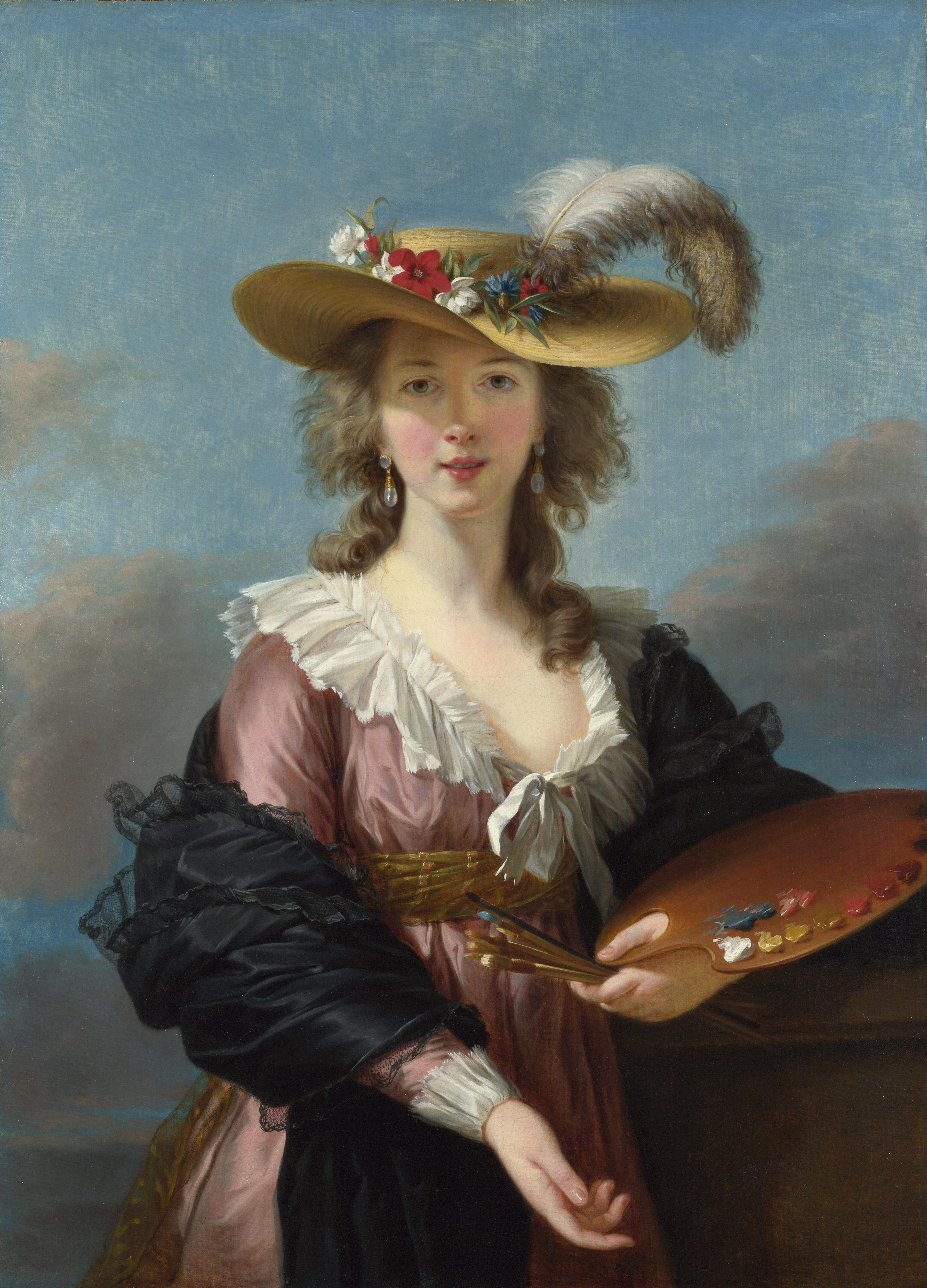
Élisabeth Vigée Le Brun, Autoportrait, après 1782, National Gallery, Londres.

#### Italie
- Vito d'Anna
- Antonio Balestra
- Claudio Francesco Beaumont
- les Canaletto
- Rosalba Carriera
- Giovanni Domenico Ferretti
- Corrado Giaquinto
- les Guardi
- Alessandro Magnasco
- Giambattista Pittoni
- Francesco Solimena
- Giambattista Tiepolo
- Giandomenico Tiepolo

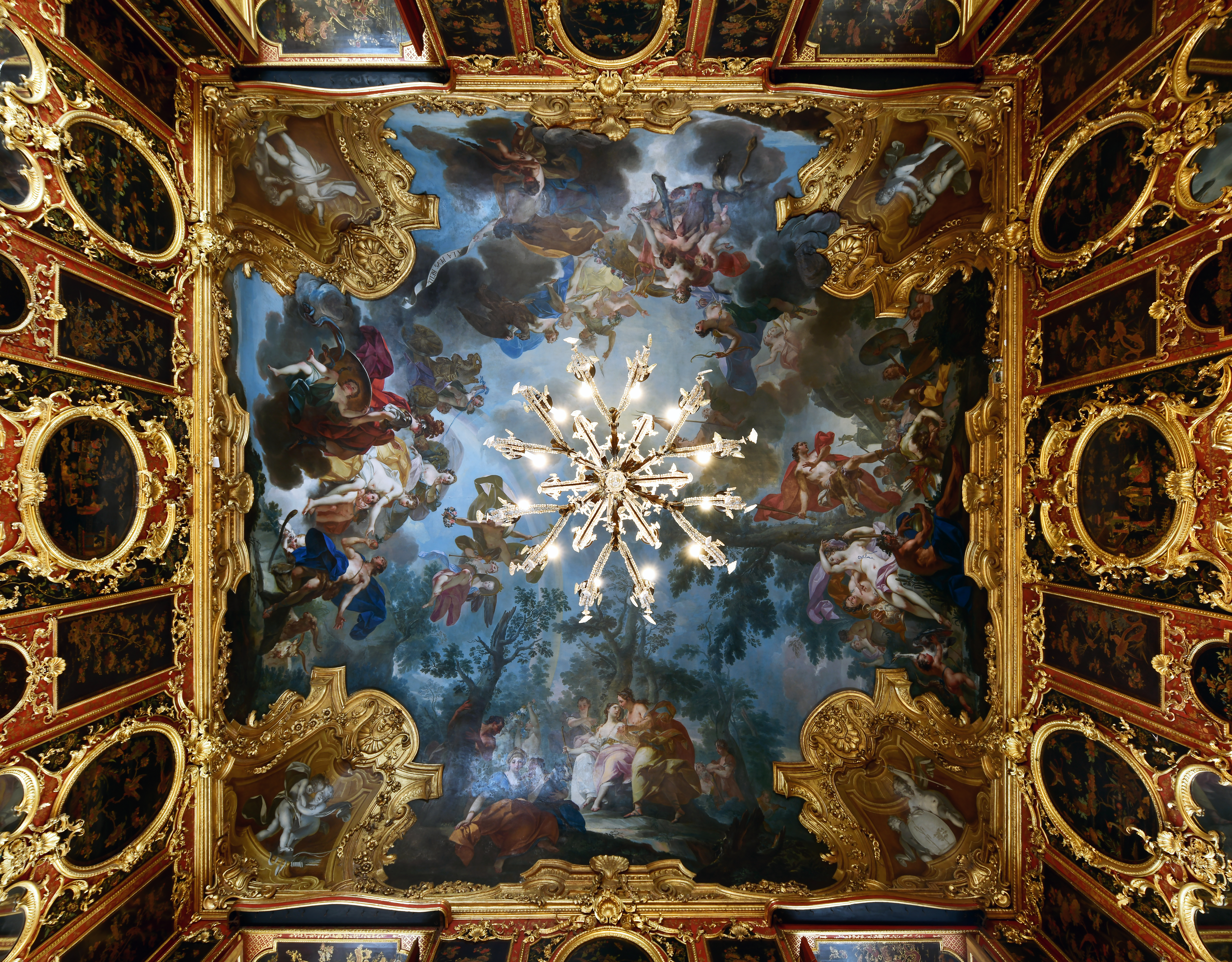
Plafond du Cabinet chinois du Palazzo Reale de Turin, Claudio Francesco Beaumont.
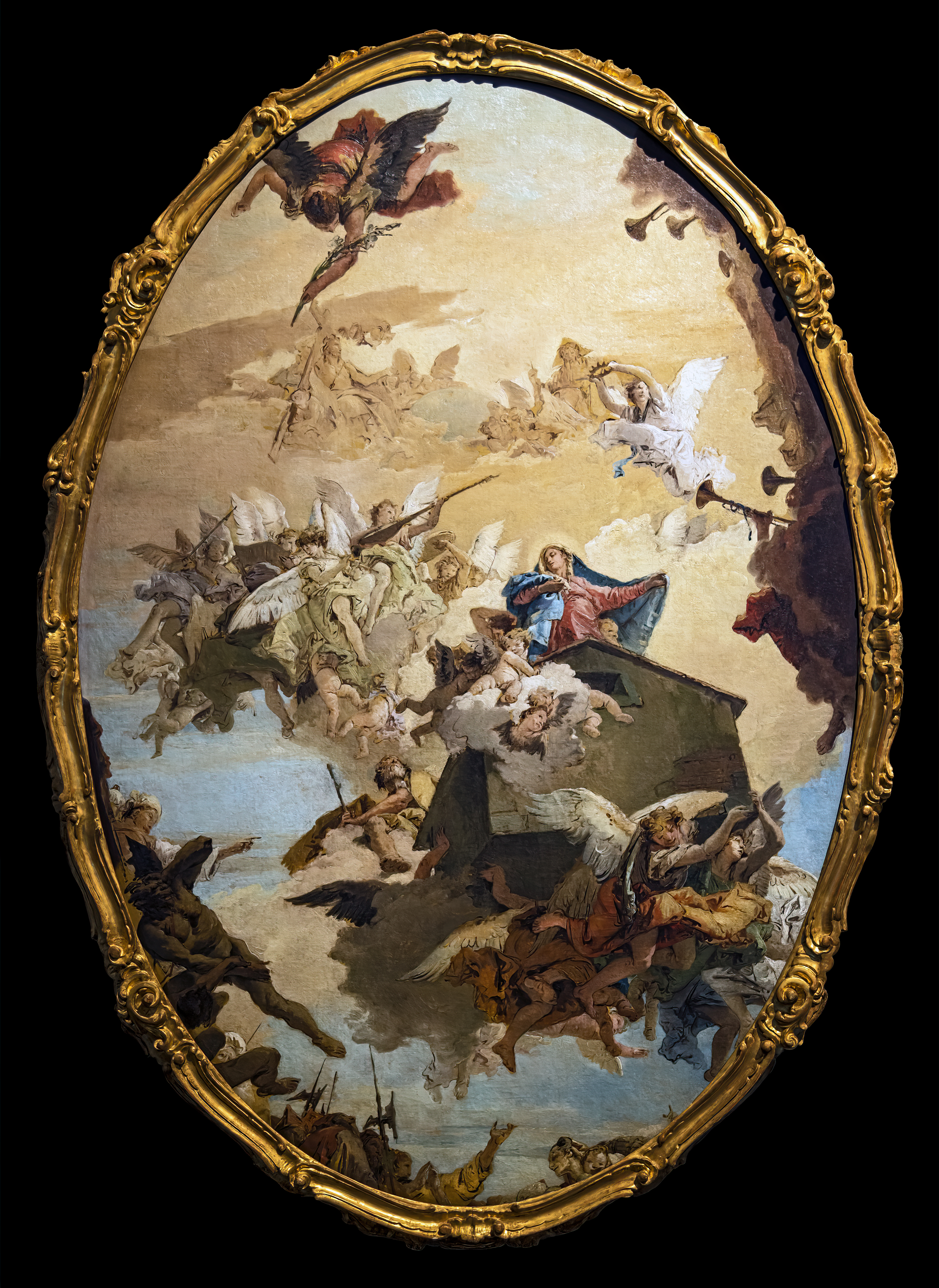
Transport céleste de la Sainte Maison de Lorette, Giambattista Tiepolo.
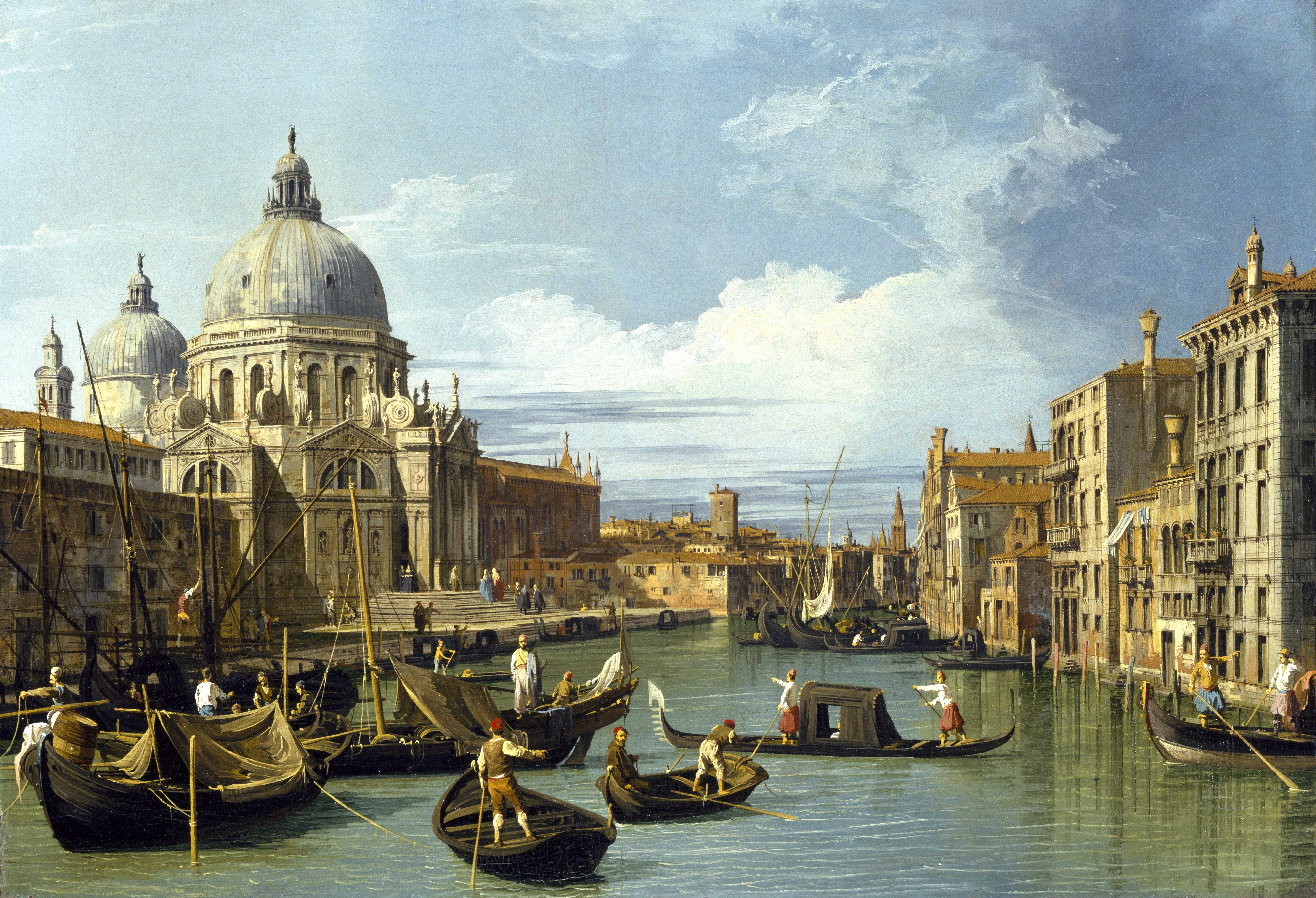
Le Grand Canal de Venise par Canaletto.

#### Flandres
- Peter Angelis

#### Autriche
- Franz Anton Maulbertsch

#### Angleterre
- Mary Moser

### Caractéristiques stylistiques
- Art du plaisir
- Art ostentatoire
- Inspiré de l'empirisme (John Locke)
- Instantanéité (tout est esquissé)
- Condensé de sensations fugitives

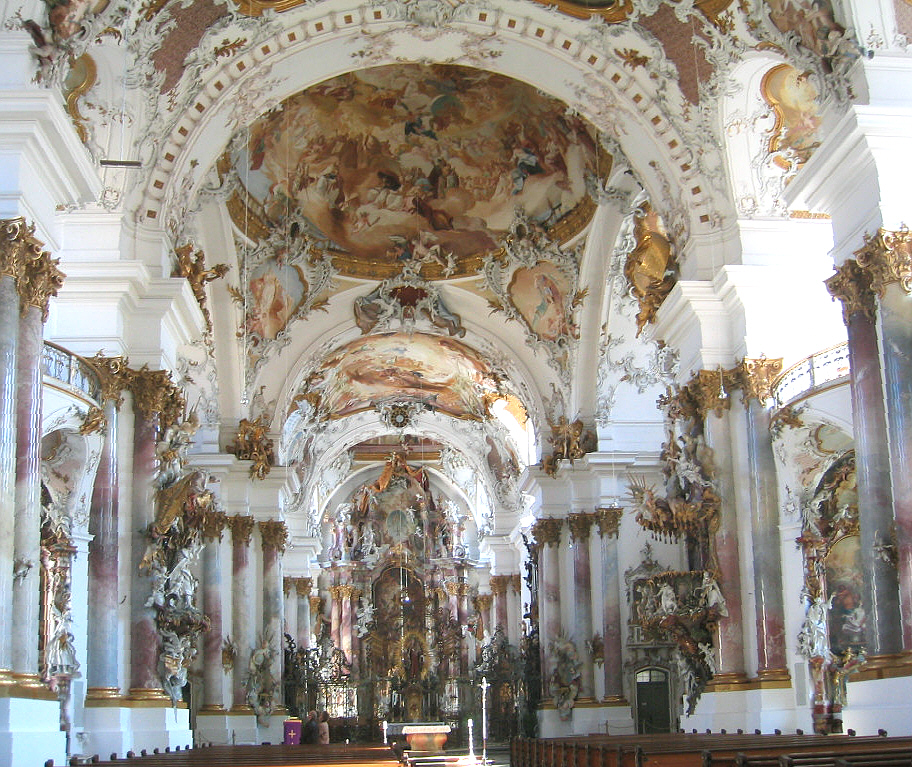
Abbaye de Zwiefalten.

- Symbole de la jouissance et du luxe
- Profusion d'ornementations
- Inspiration exotique (Chine, Turquie)
- Éclatement de toutes formes de structures
- Art érotique

### Œuvres principales
- Les Fêtes vénitiennes, de Watteau
- Pierrot, de Watteau
- Le Déjeuner, de Boucher
- Le Bain de Diane, de Boucher
- Leda et le cygne, de Boucher

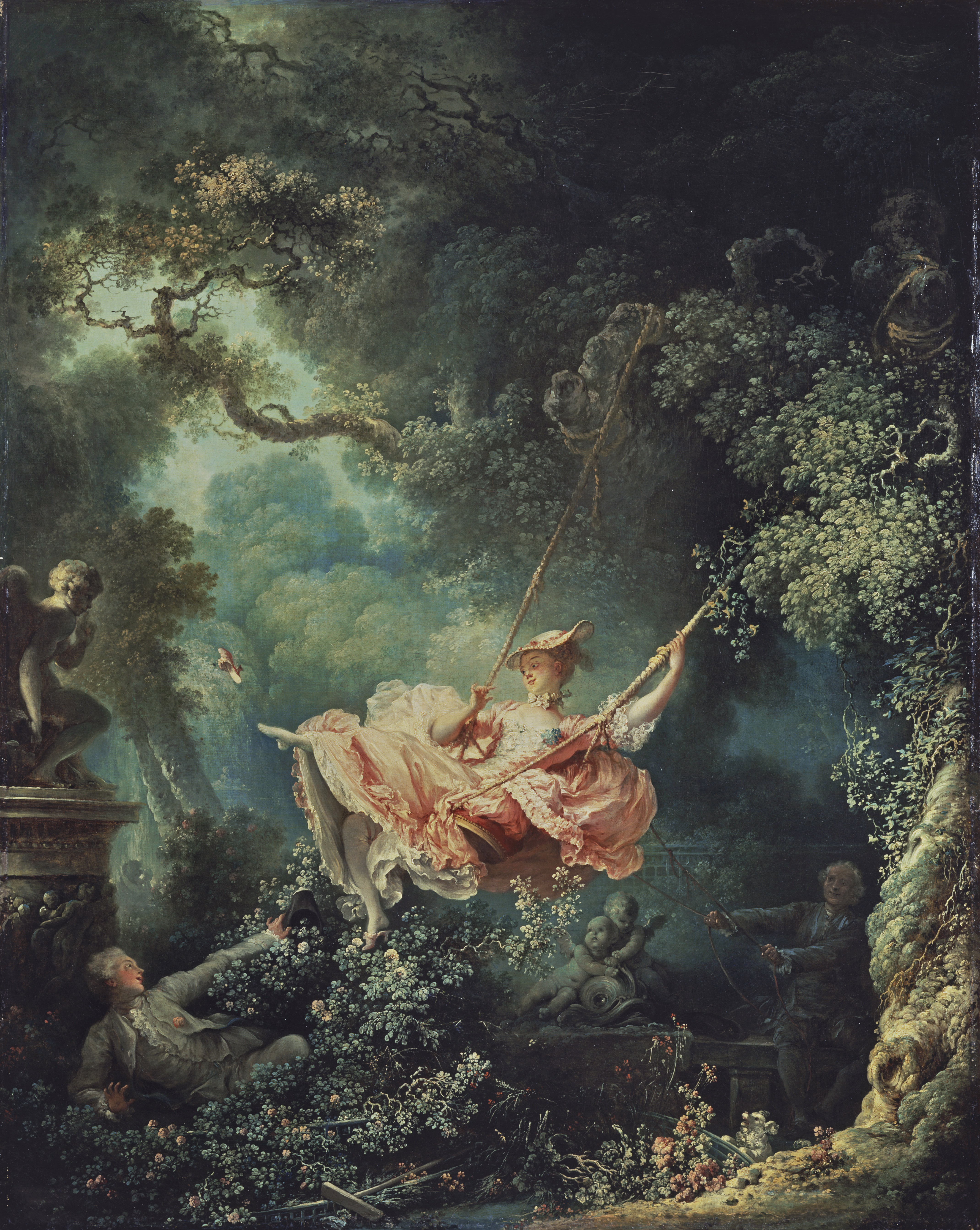
Les Hasards heureux de l'escarpolette, 1767,
par Jean-Honoré Fragonard,
Wallace Collection, Londres.

- Les Hasards heureux de l'escarpolette, de Fragonard
- Les Baigneuses, de Fragonard
- La Gimblette, de Fragonard
- Le Pèlerinage à l'île de Cythère, de Watteau
- Le Verrou, de Fragonard
- Le décor intérieur de l'hôtel de Soubise, de Germain Boffrand
- La Jeune Fille, de Watteau
- Femme à la toilette, de Quentin de La Tour

## Architecture rococo
En architecture, le style rococo se reconnaît parfois par ses lignes courbes ainsi qu'aux caractéristique de sa décoration sculptée. Les habitations de ce style sont souvent munies d'un entresol (comme tous les bâtiments jusqu'au XIXe siècle), de petits balconnets arrondis en encorbellement, de garde-corps en fer forgé. On constate aussi la hauteur décroissante des étages, et le 1er (ou le 2e) étage est un étage noble.
Il y a très peu d'architecture qu'on pourrait qualifier de rocaille ou rococo en France : si la décoration intérieure fait la part belle au « style rocaille », l'enveloppe des bâtiments reste d'essence classique. Le classicisme tend même à s'affirmer en architecture durant le règne de Louis XV, par des lignes toujours plus claires et dépouillées mais très élégantes, du moins pour les châteaux et les monuments importants. Il n'y avait donc pas d'opposition directe entre les principes esthétiques du classicisme et du rocaille dans l'esprit des artistes et des architectes de cette époque, mais au contraire une minutieuse complémentarité formant une harmonie d'ensemble réfléchie de manière ordonnée. Ainsi Ange-Jacques Gabriel, l'un des architectes majeurs du style classique, a aussi participé avec Jacques Verberckt à la création des décors intérieurs de style rocaille des appartements du château de Versailles et d'autres demeures royales. Une décoration sculptée de style rocaille apparait toutefois, mais toujours avec parcimonie, sur une partie des demeures urbaines (maisons et certains hôtels particuliers), notamment sur les consoles et les sommets d'arcs. C'est plus souvent sur les éléments extérieurs qui ne font pas partie de la maçonnerie que la décoration rocaille peut s'exprimer, comme les balcons en fer forgé à dorures, les barrières et les enseignes, où les ferronniers pouvaient faire preuve de leur talent. On leur confiait parfois de grands ensembles. Les portes cochères en bois sculpté des hôtels particuliers font souvent apparaitre des motifs de style rocaille, et c'est parfois le seul indice extérieur du style intérieur de ces édifices. 
Tout à fait représentative de l'architecture de cette période en France, la place Stanislas de Nancy, construite de 1751 à 1755 par l'architecte Emmanuel Héré, présente des décors à ornementations rococo sur des immeubles de style classique. Les grilles, balcons et lampadaires ont été réalisés par le ferronnier Jean Lamour et les fontaines par Barthélemy Guibal. Il existe aussi d'autres grilles du style rococo à Nancy : les portes des chapelles dans la cathédrale de Nancy.
L'architecture pleinement rococo se développe dans les pays germaniques, puis se répand dans toute l'Europe jusqu'en Russie où elle donne le style dit baroque élisabethain. On la trouve aussi en Italie, en Espagne et au Portugal où il s'agit souvent d'évolutions de l'ancien style baroque. Cependant, même en Allemagne, une partie des monuments de l'époque rococo sont très classicisants pour ce qui est de l'enveloppe extérieure, surtout en comparaison du style maniériste nordique et du baroque qui précédaient le rococo, mais dans ce cas les éléments qui les entourent et leurs décors intérieurs les rattachent au style rococo sans ambiguïté. On trouve aussi, en Europe centrale et orientale, des maisons avec des façades aux décors rococo, parfois très chargés.
Ainsi, ce style expressif atteint son apogée non pas en France, mais en Bavière (pavillon d'Amalienburg (1734–1739) du château de Nymphenburg, et au XIXe siècle avec le règne de Louis II de Bavière au château de Linderhof).
En Prusse, le « rococo frédéricien » s'incarne de manière éclatante dans le palais de Sanssouci à Potsdam, réalisé pour le compte de Frédéric le Grand.

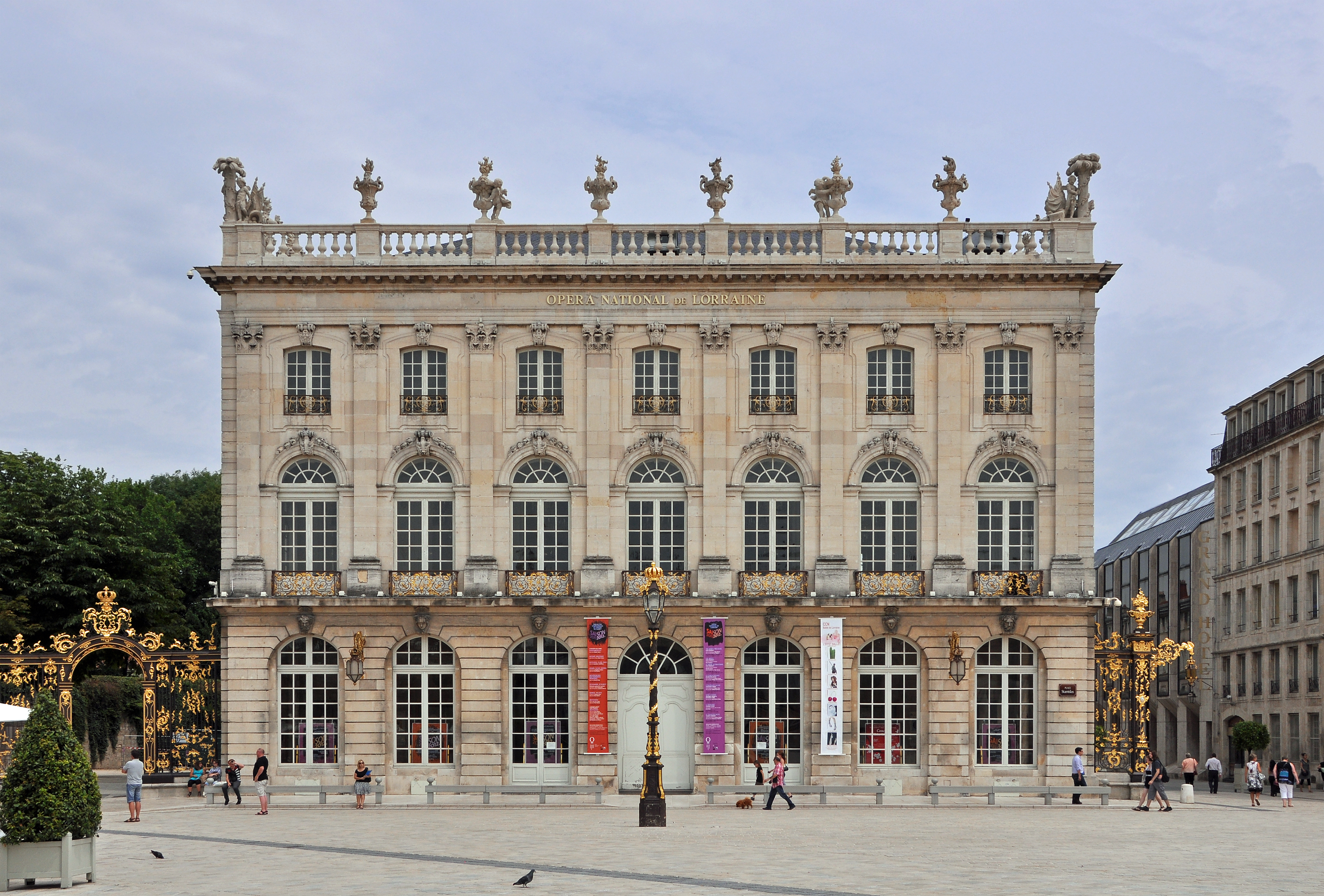
Opéra de la place Stanislas de Nancy.
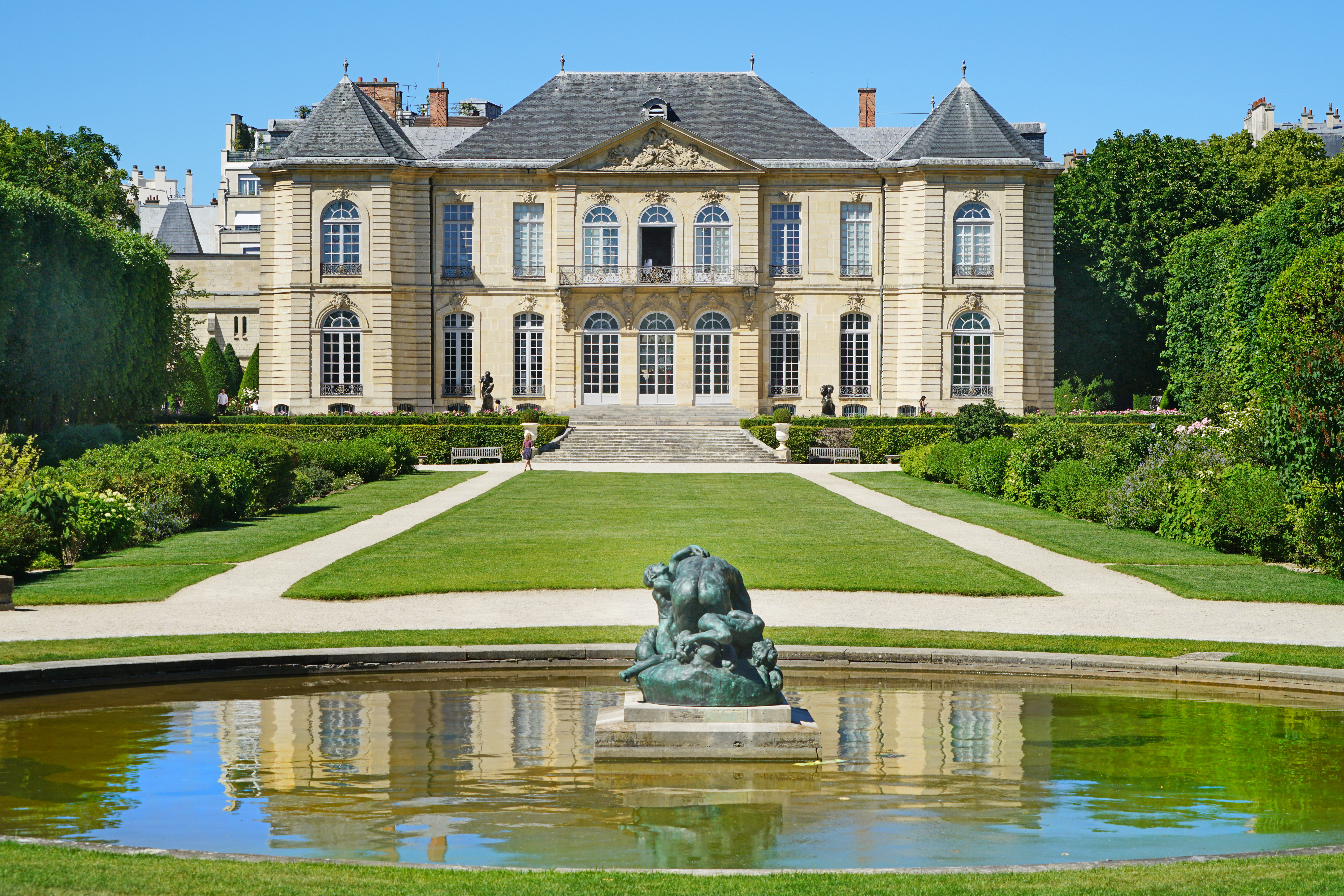
Façade côté jardin de l'hôtel de Biron (musée Rodin), Paris.
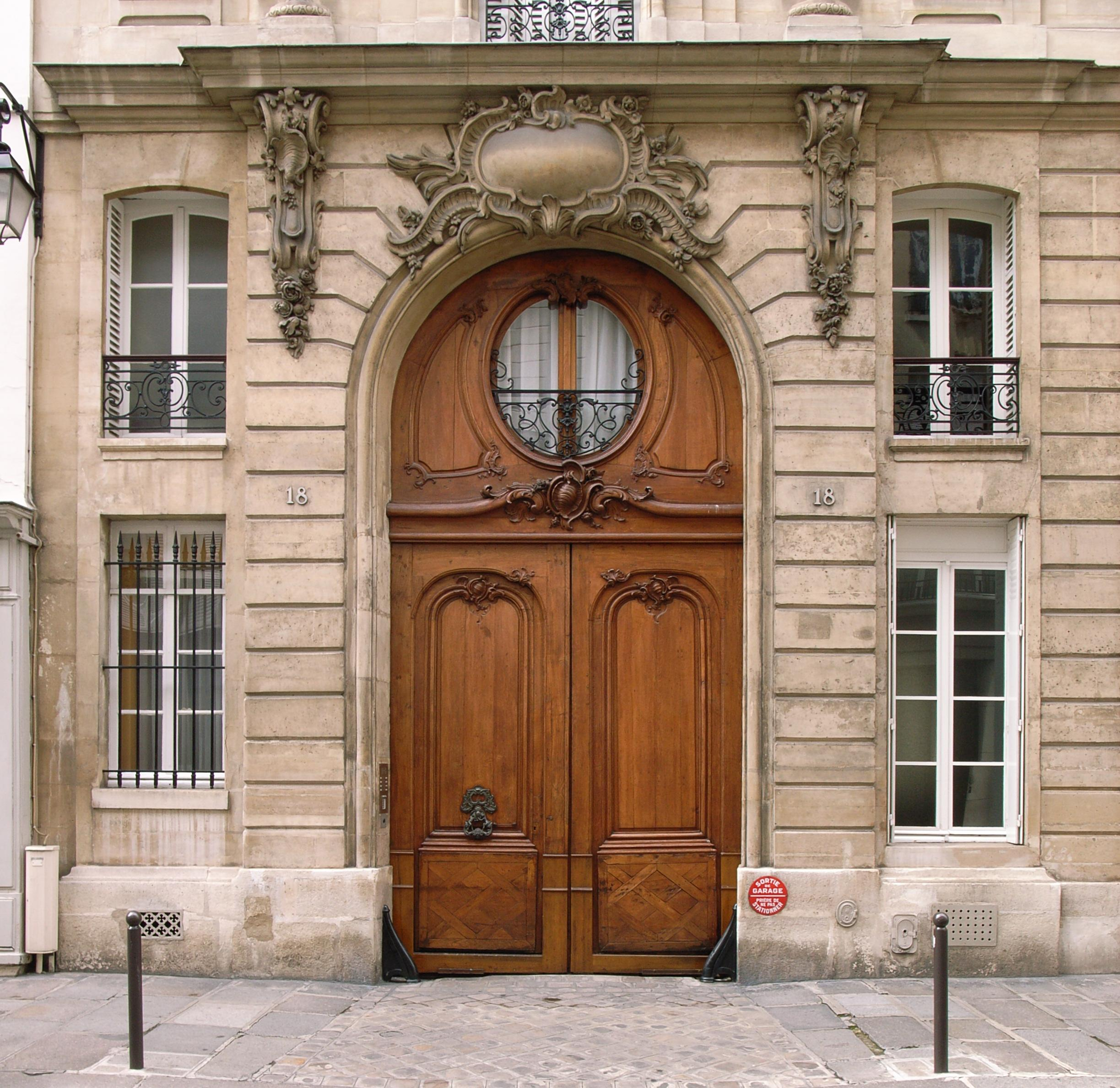
Portail de style rocaille de l'hôtel de Marsilly, Paris, vers 1738-1740.
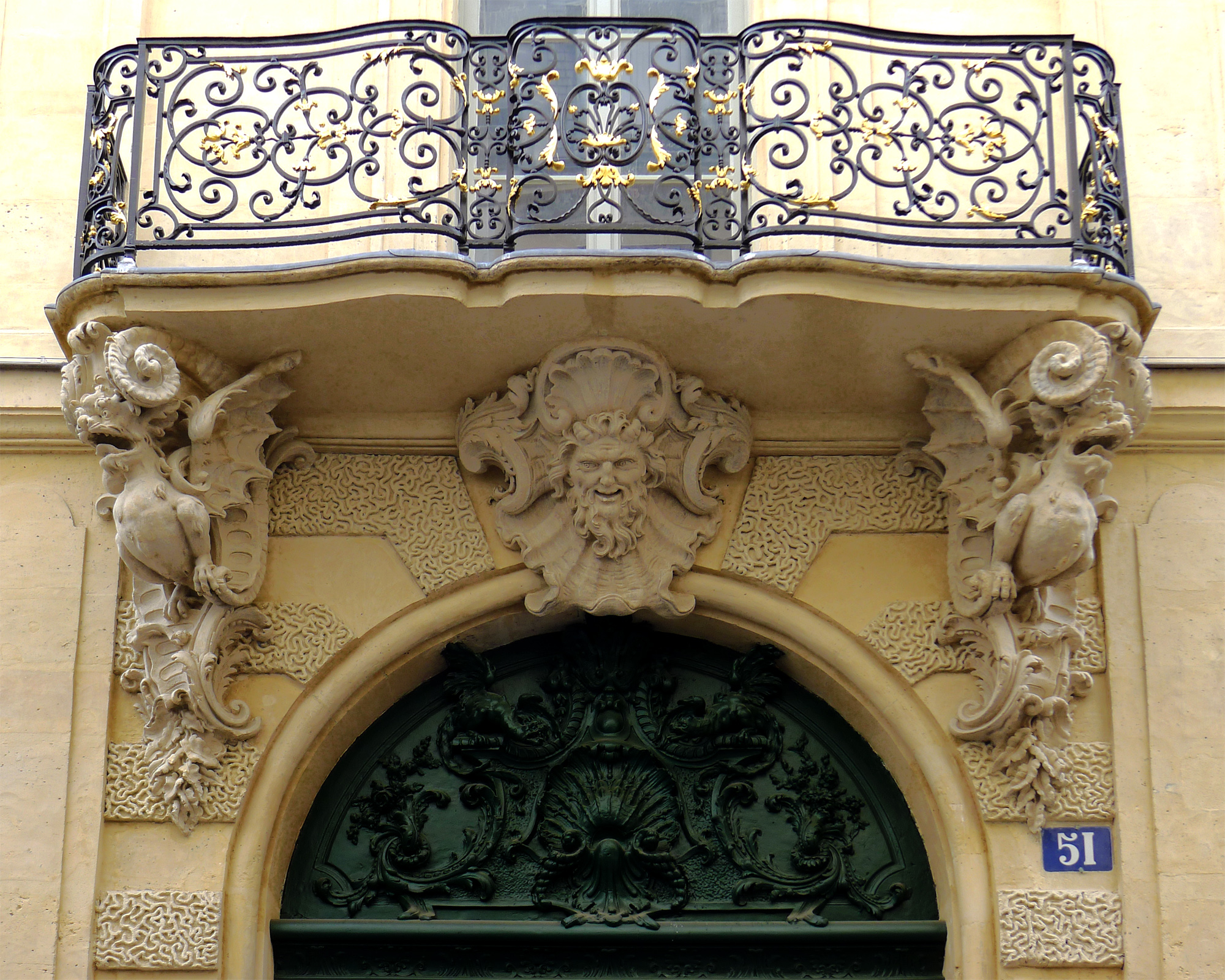
Balcon de style rocaille de l'hôtel de Chenizot, Paris.
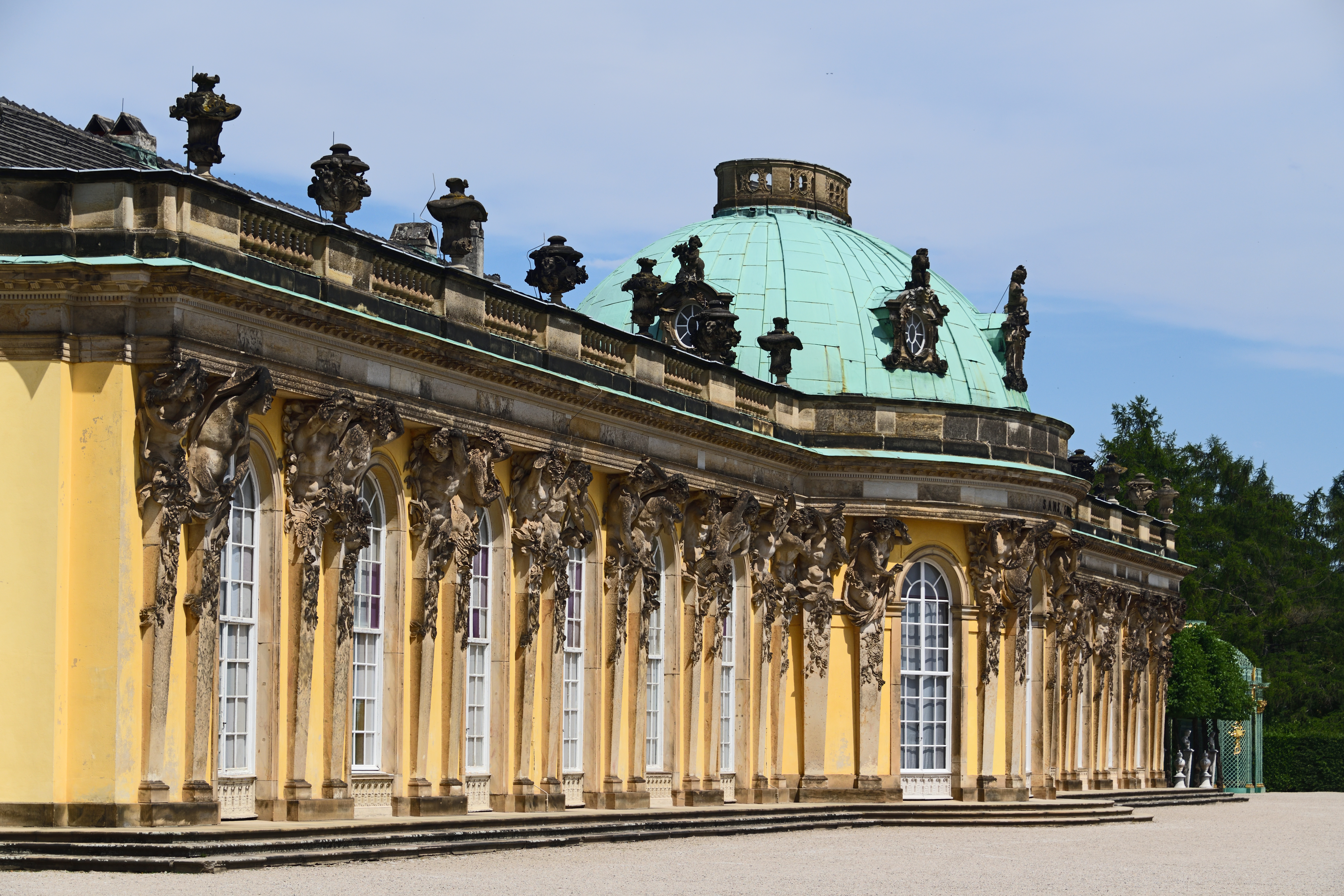
Palais de Sanssouci, Potsdam.
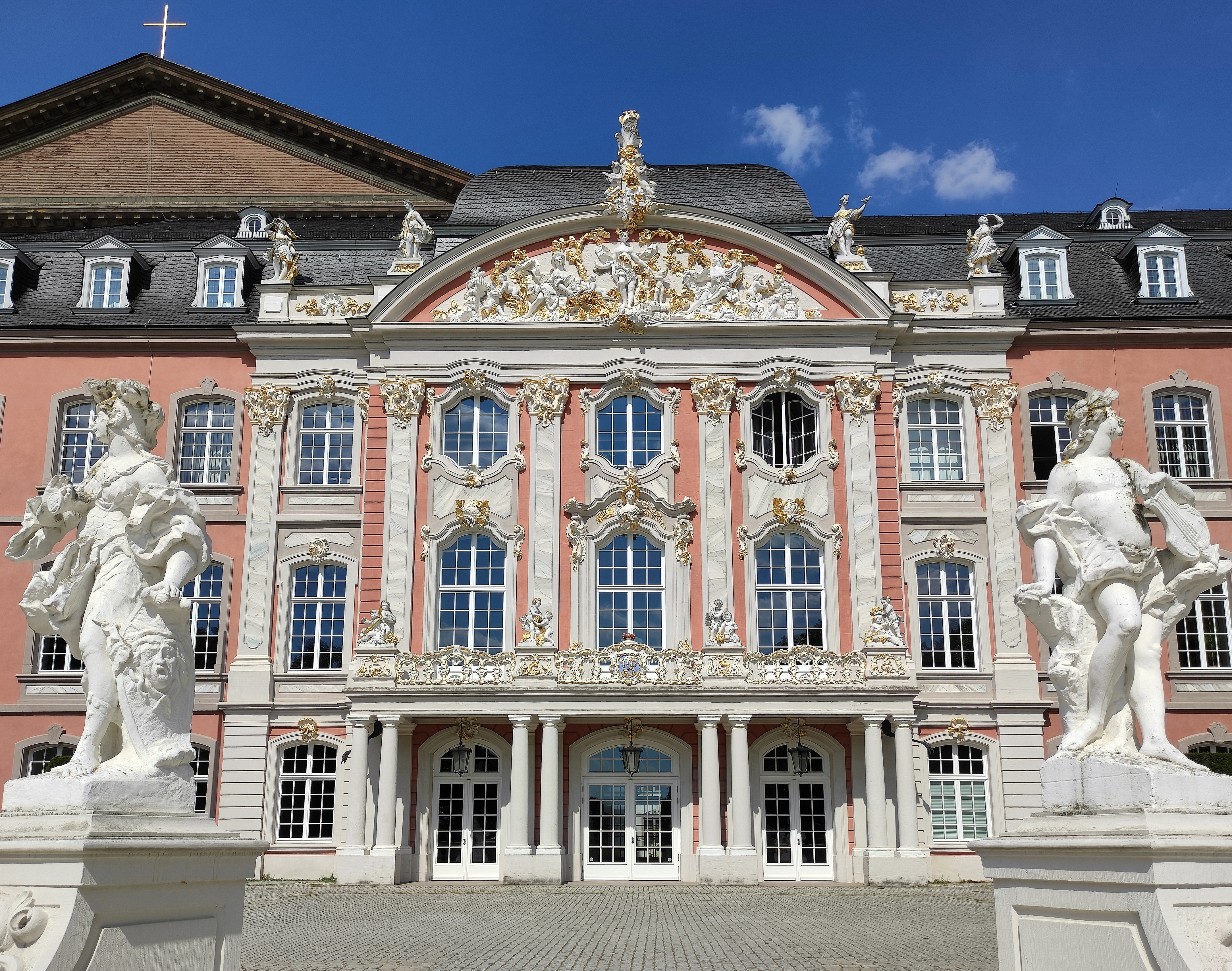
Palais du Prince-électeur, à Trèves, Allemagne.
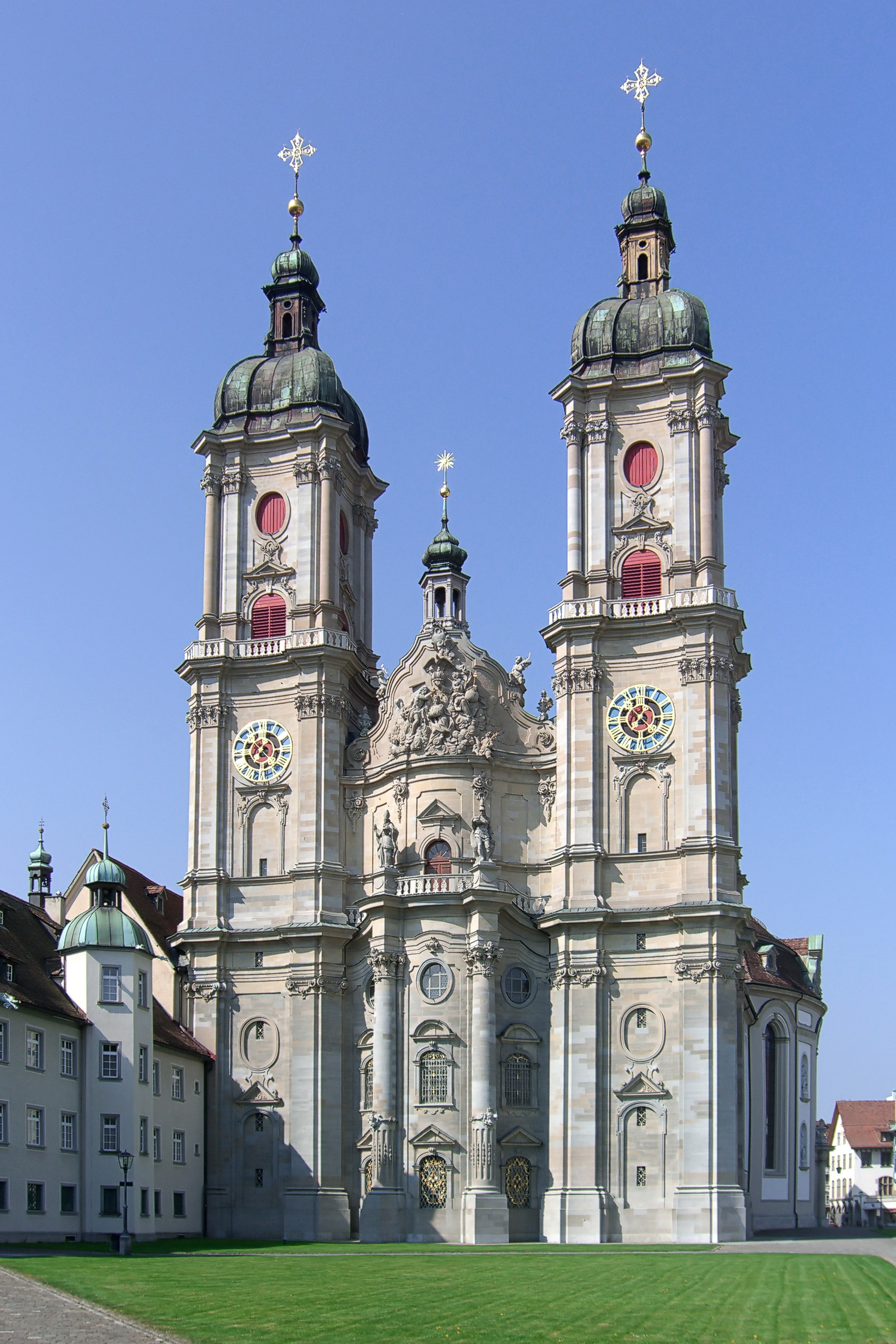
Façade de l'église de l'abbaye de Saint-Gall, Suisse.
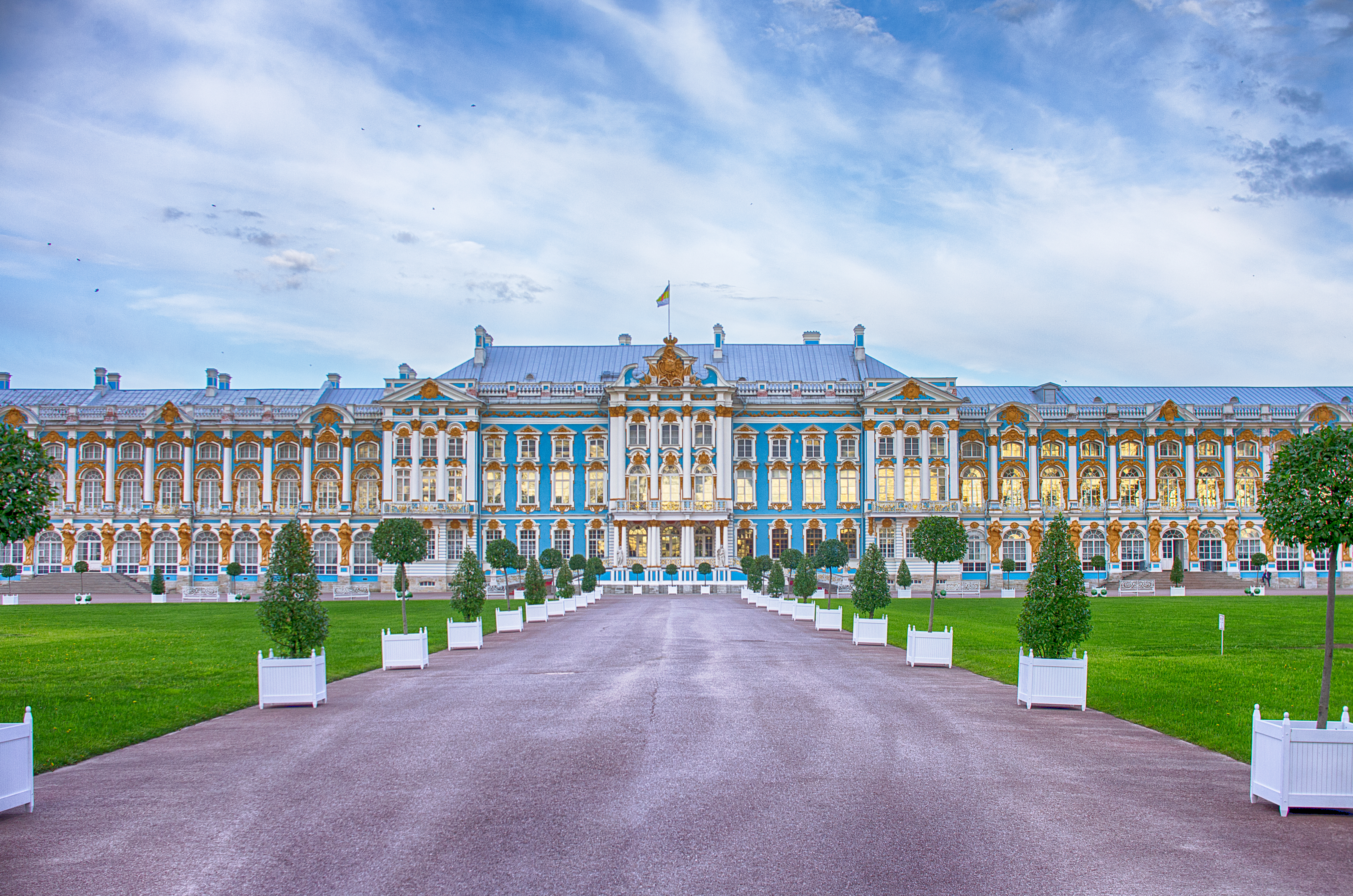
Côté nord du Palais de Catherine à Pouchkine.

### Exemples d'architecture rococo
- Hôtel de Soubise (Paris)
- Hôtel de Lassay (Paris)
- Place de la Bourse (Bordeaux)
- Église Saint-Jacques de Lunéville
- Château de Nymphenburg en Bavière (Allemagne)
- Palais de Sanssouci (Allemagne)
- Château de Charlottenburg (Allemagne)
- Haus zur Krone à Worms en Allemagne
- Palais Gise à Munich (Allemagne)
- Palais Kučera à Prague (Tchéquie)

## Musique rococo ou style galant
S'il existe un style rococo en peinture en sculpture et en architecture, on parle aussi d'un style galant, ou rococo pour qualifier une époque de la musique située entre la musique baroque et la musique de la période classique. Ce style se caractérise par des formes instrumentales (suites de danses, symphonies, sonates et concertos) dont la structure se veut légère, des thèmes faciles à retenir dont le contrepoint n'est que peu travaillé, une abondance d'ornements et une instrumentation variée.
Parmi les musiciens qui l'illustrent, on cite Jean-Philippe Rameau, Johann Schobert, Carl Philipp Emanuel Bach, Johann Christian Bach, Johann Joachim Quantz, Johann Stamitz, Leopold Mozart ou Baldassare Galuppi. À la fin de leur carrière, dès les années 1740, des compositeurs comme Georg Philipp Telemann ou Christoph Graupner ont aussi composé des œuvres qui annoncent cette tendance.
Le terme « rococo » a longtemps conservé un sens péjoratif en musique : « se dit en général de toute musique vieille, et hors de mode », écrit Escudier en 1872 dans son Dictionnaire de musique théorique et historique.
Tchaïkovski a composé des Variations sur un thème rococo.

## Littérature
En littérature, Roger Laufer a avancé, en 1963, dans Style rococo, style des « Lumières », la thèse que la littérature a également connu une période à laquelle le qualificatif de rococo peut être appliqué. François Moureau, dans Le Goût italien dans la France rocaille, parle à ce propos de « rocaille » pour désigner la période intermédiaire entre le classicisme et les Lumières.
De même, Jean Starobinski, dans son essai Sur le style philosophique de Candide dans Le Remède dans le mal, avance l'idée que l'asymétrie des paires formées par les différents personnages du conte, leur régularité irrégulière, donne une tonalité rococo à Candide.

## Ébénisterie
Le mobilier de la période Rococo est caractérisé par la combinaison du fonctionnel avec une apparence fantaisiste et frivole. Les détenteurs de ces meubles appartiennent généralement à une classe sociale plutôt aisée, notamment à cause des matériaux et des techniques employées. Ce sont des ébénistes qui ont la charge de les fabriquer. Les ébénistes français sont très prisés en Europe à cette époque, notamment grâce à l’invention de nouveaux meubles. La commode, la chiffonnière, la table de toilette, le secrétaire, la table de jeu, le meuble d’encoignure… Toutes ces inventions vont avoir pour objectif d’améliorer le quotidien, de le rendre plus pratique et confortable. Autrement dit, ils répondent à un besoin précis.
Par rapport au baroque, le mobilier rocaille est marqué par une asymétrie et une délicatesse. L’or est délaissé pour laisser place à des éléments plus sobres tel que le bronze doré. Les meubles sont décorés par des marqueteries, c’est-à-dire un assemblage de pièces de bois de différentes essences, et parfois avec d’autres matériaux (nacre, écaille de tortue, étain…). Au XVIIIe, les marqueteries utilisent différentes essences de bois : exotiques, locaux, mais aussi des teints dans des couleurs vives.
Le style rocaille dans les arts mobiliers du XVIIIe siècle s’exprime dans ces marqueteries, mais aussi dans les bronzes dorés appliqués.

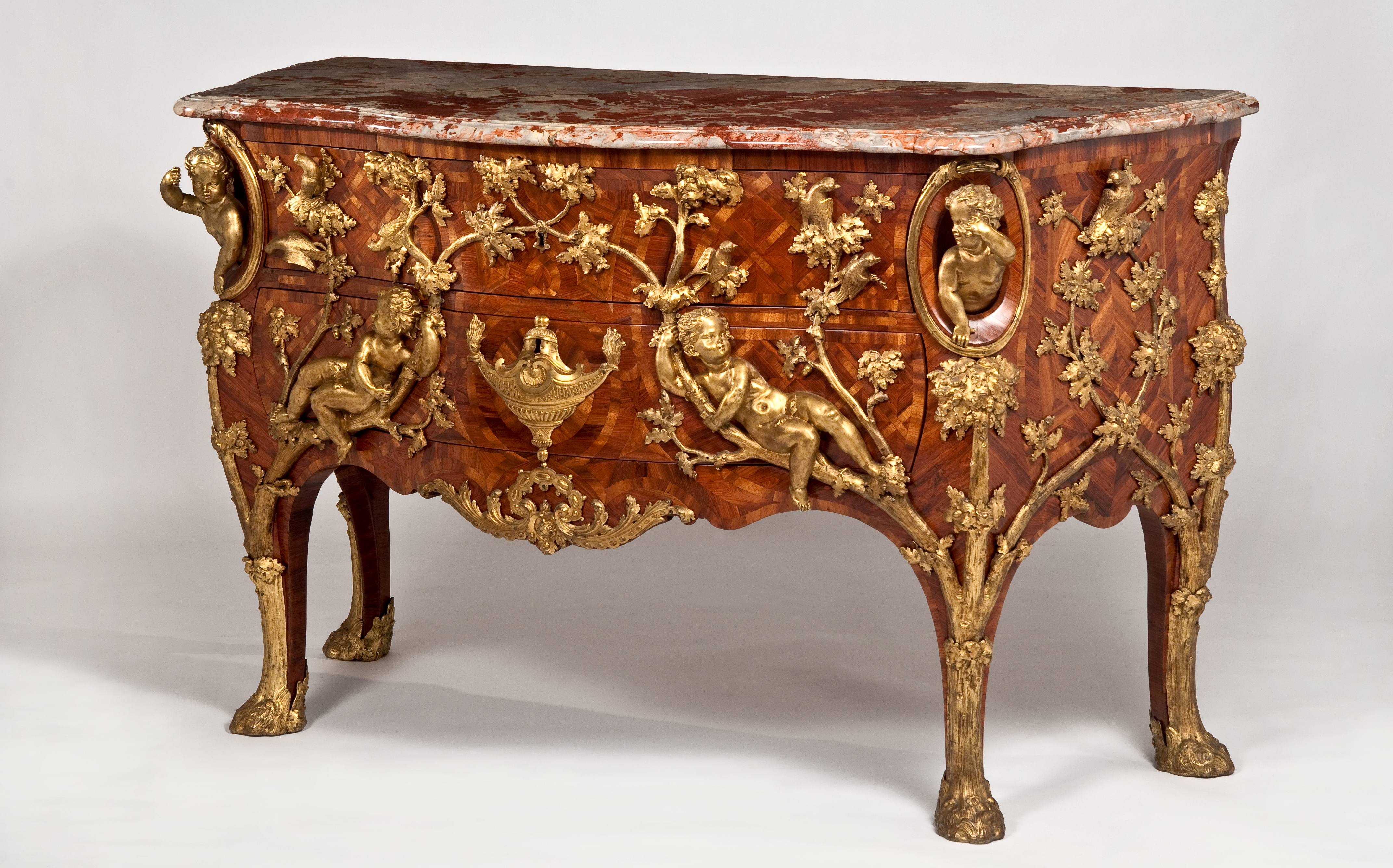
Le style Régence prépare le style rocaille. Commode de Charles Cressent, vers 1730.
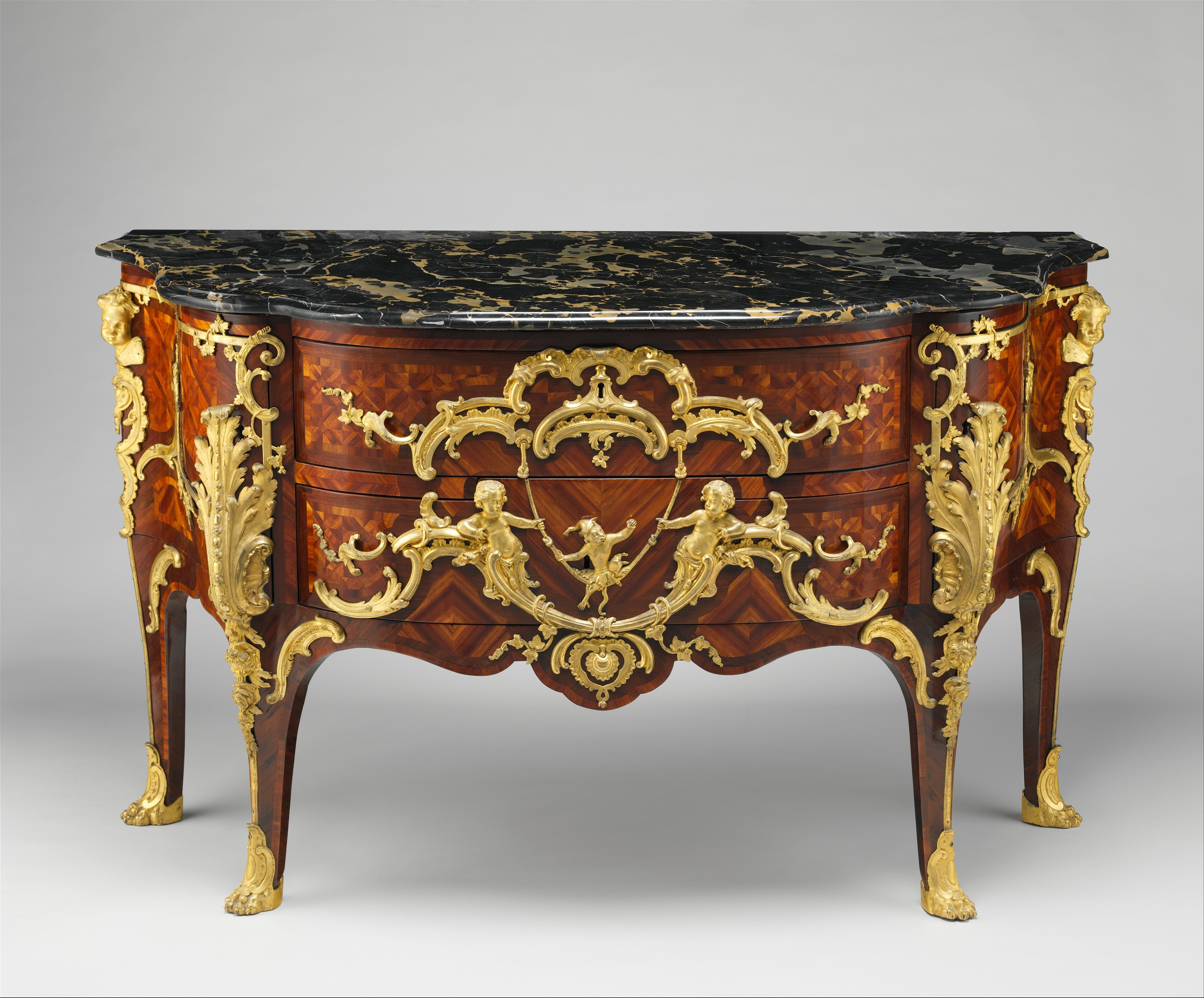
Autre commode de Charles Cressent, de style rocaille vers 1745–1749.
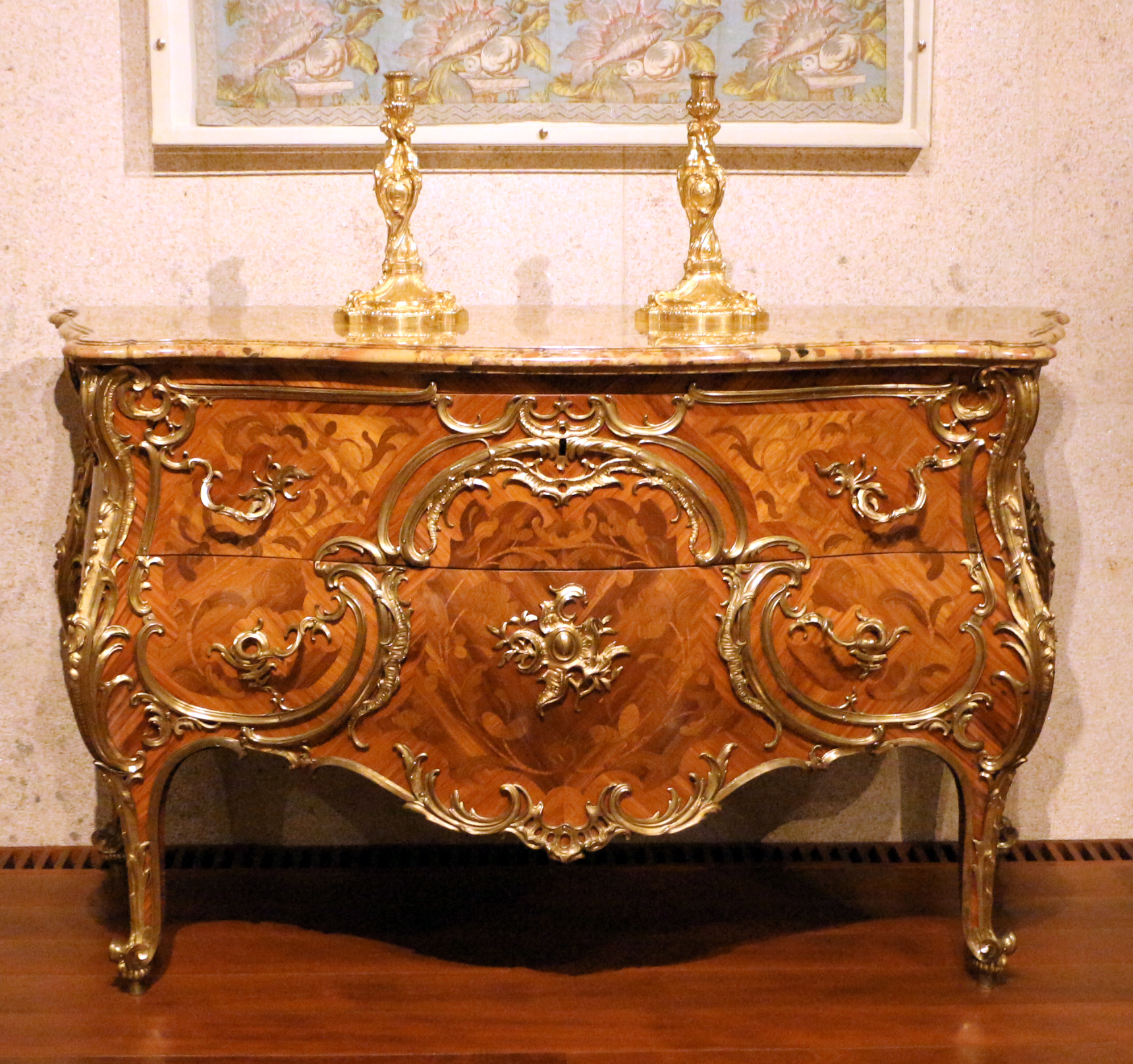
Commode pleinement rocaille de Jean Pierre Latz, vers 1740-1745.
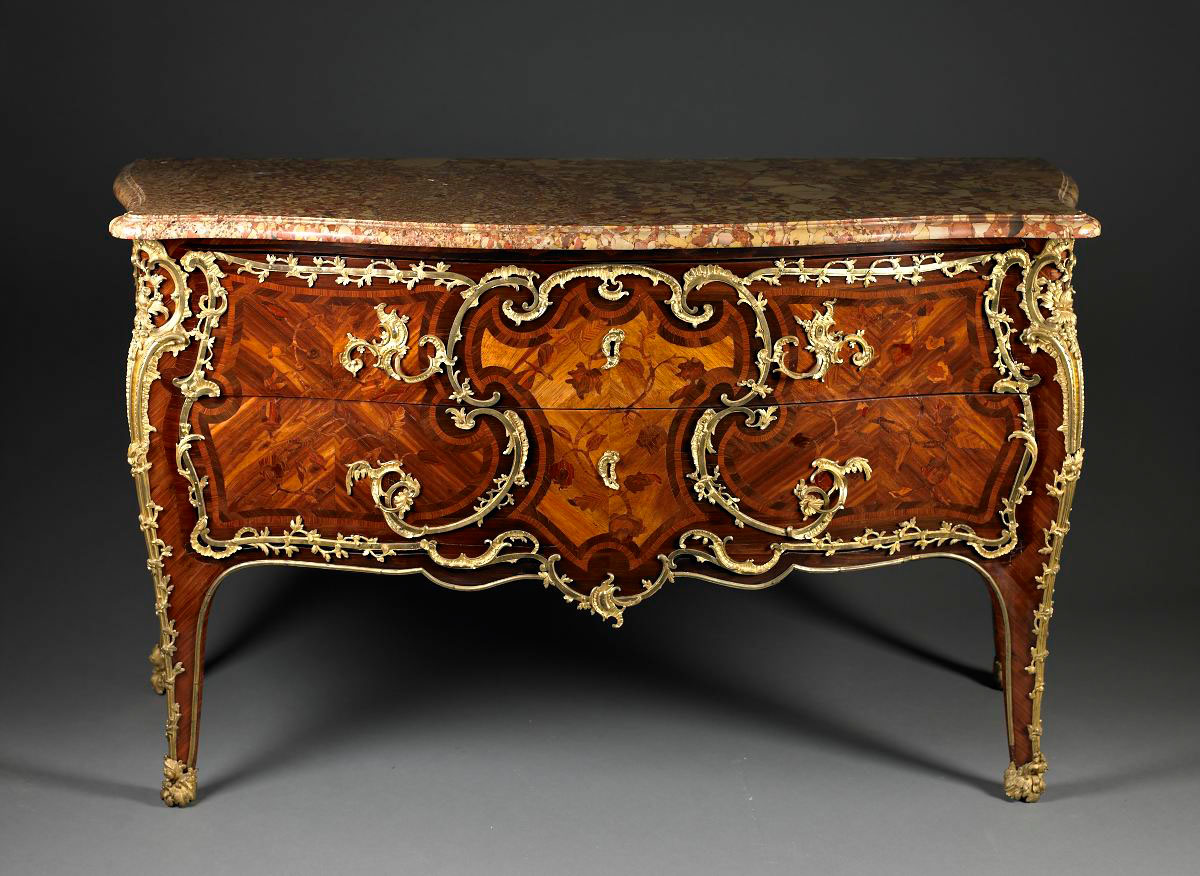
Commode de la fin du style rocaille, de Jacques Dubois, vers 1755-1760.

## Orfèvrerie
Pendant la période Rococo, les pièces d’orfèvreries sont des témoignages d’une grande virtuosité des orfèvres français de par leur extravagance et leur fantaisie. Deux sortes de pièces sont créées : les pièces utilitaires et les pièces de pure garniture. Ces dernières, n’ayant pas de contraintes mises à part technique, sont totalement libres de sortir de l’imaginaire. Leur grande singularité font d’elles des pièces uniques. Parmi elles, les surtouts de tables. Les pièces d’orfèvrerie plus utilitaires doivent quant à elles répondre à deux critères : pouvoir être manipulé, et être esthétiquement pittoresque. Autrement dit, en plus de devoir plaire visuellement, elles doivent répondre à un besoin. Parmi elles, des salières, des tabatières, des bonbonnières… En France, les grands orfèvres sont nombreux ce qui octroie une grande renommée de l’orfèvrerie française. Parmi eux on retrouve :
- Thomas Germain
- François-Thomas Germain
- Jacques Roëttiers de la Tour
- Henry-Nicolas Cousinet
- Juste-Aurèle Meissonnier

## La céramique
La porcelaine est principalement mise à l’honneur durant la période Rococo. Elle est fabriquée dans divers manufactures, dont celle de Sèvres en France, anciennement Vincennes. La conception et l’élaboration de ces porcelaines se fait en étroite relation avec des peintres et sculpteurs, tels que Boucher, mais se sont surtout les formes particulières qui témoignent de la présence du style rocaille.
En France, les céramiques sont produits dans la manufacture royale de Vincennes (ancien nom de la manufacture de Sèvres avant 1756) pendant le XVIIIe siècle. C'est avec l'arrivée de Jean-Claude Duplessis en 1748 que la manufacture développe un style de type rocaille. Parmi les plus grands succès de la manufacture, on retrouve :
- Les fleurs en porcelaines
- Les pièces d'usages
- La sculpture

## Ferronnerie
Dans le style rocaille, les courbes de ferronneries sont enjolivées et délaissent la double symétrie. Cela devient une exposition de trésor où l’on utilise également le bronze.
La Place Stanislas à Nancy en est le parfait exemple. L'architecte Jean Lamour réalise au XVIIIe siècle, ces ferronneries qui viennent enjoliver toute cette fameuse place avec des feuilles d’acanthe recouverte d'or. Ces grilles sont toujours intactes et n’ont pas été changées depuis l’époque où elles ont été installées.

## Théories et signification
L'étude la plus complète sur la signification idéologique, historique et esthétique du mouvement est due à l'esthéticien belge Philippe Minguet, membre du Groupe µ.